# 家形石棺
家形石棺（いえがたせっかん）とは、古墳時代にみられる石棺の一種。

## 特徴
蓋石が屋根形で、身は刳抜式または組合式の箱状の石棺である。蓋石の四方の傾斜部に断面長方形の縄掛突起がある。古墳時代中期後半～終末期まで長期間用いられた。末期には身に格狭間を施したり、縄掛突起に蓮華文を彫ったものもみられる。身の前面や側面に入り口を設けた横口式石棺もある。畿内のものは竜山石（兵庫県高砂市産）、二上山白石（二上山麓産）、阿蘇ピンク石（熊本県宇土半島産）などが用いられる。

## 家形石棺が出土した主な古墳

### 東北地方
- 一塚古墳 - 宮城県仙台市

### 関東地方
- 総社愛宕山古墳 - 群馬県前橋市
- 宝塔山古墳 - 群馬県前橋市、格狭間の彫刻

### 中部地方
- 賤機山古墳 - 静岡県静岡市
- 大牧1号古墳 - 岐阜県各務原市
- 羽崎中洞古墳 - 岐阜県可児市
- 不孝寺塚古墳 - 岐阜県可児市
- 岩屋古墳 - 愛知県小牧市
- 散田金谷古墳 - 石川県羽咋郡宝達志水町

### 近畿地方
- 鴨稲荷山古墳 - 滋賀県高島市
- 藤ノ木古墳 - 奈良県生駒郡斑鳩町
- 見瀬丸山古墳 - 奈良県橿原市
- 植山古墳 - 奈良県橿原市
- 小谷古墳 - 奈良県橿原市
- 菖蒲池古墳 - 奈良県橿原市、家に似せた精巧な彫刻
- 牧野古墳 - 奈良県北葛城郡広陵町
- 櫟山古墳 - 奈良県北葛城郡當麻町
- 茅原狐塚古墳 - 奈良県桜井市
- 赤坂天王山古墳 - 奈良県桜井市
- ホケノ山古墳 - 奈良県桜井市、6世紀末の再利用時のもの
- 都塚古墳 - 奈良県高市郡明日香村
- 條ウル神古墳 - 奈良県御所市、石室・石棺ともに国内最大クラス
- 水泥南古墳 - 奈良県御所市、縄掛突起に蓮華文の彫刻
- ハミ塚古墳 - 奈良県天理市
- 小口山古墳 - 大阪府羽曳野市
- 唐櫃山古墳 - 大阪府藤井寺市
- 長持山古墳 - 大阪府藤井寺市
- 一須賀古墳群 - 大阪府南河内郡河南町
- 玉手山古墳群東ワカ山古墳 - 大阪府柏原市
- 耳原古墳 - 大阪府茨木市
- 大谷古墳 - 和歌山県和歌山市
- 白鳥塚古墳 - 兵庫県宝塚市

### 中国地方
- 江崎古墳 - 岡山県総社市
- こうもり塚古墳 - 岡山県総社市
- 牟佐大塚古墳 - 岡山県岡山市
- 築山古墳 - 岡山県瀬戸内市
- 岡田山古墳 - 島根県松江市
- 新井の石舟古墳 - 鳥取県鳥取市

### 九州地方
- 石人山古墳 - 福岡県八女郡広川町、蓋石に重圏文・直弧文などの浮き彫り
- 下山古墳 - 大分県臼杵市
- 江田船山古墳 - 熊本県和水町

## ギャラリー

### 家形石棺の変遷

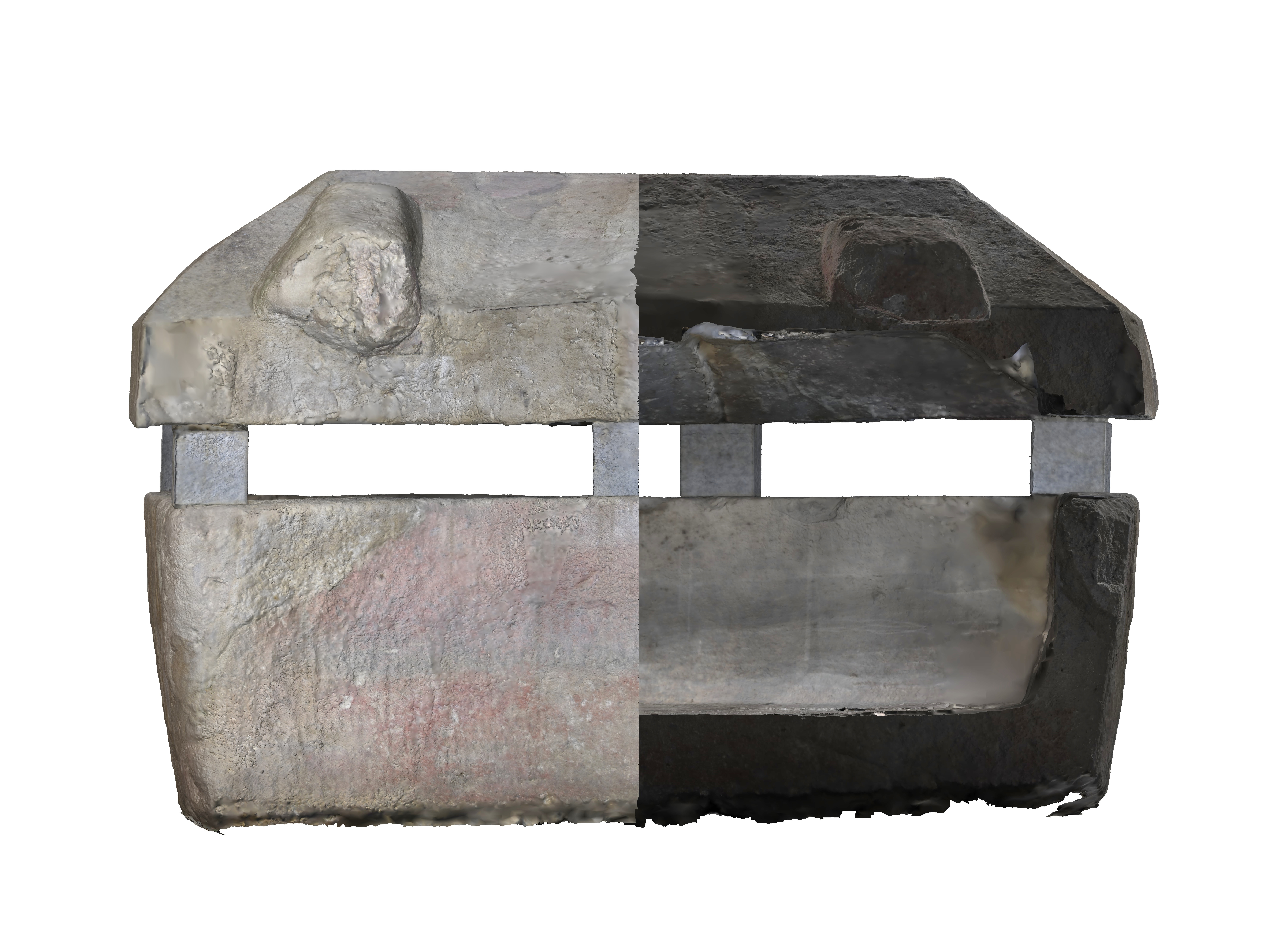
市尾宮塚古墳 奈良県高取町。二上山凝灰岩製、平坦面指数23、6世紀前半。
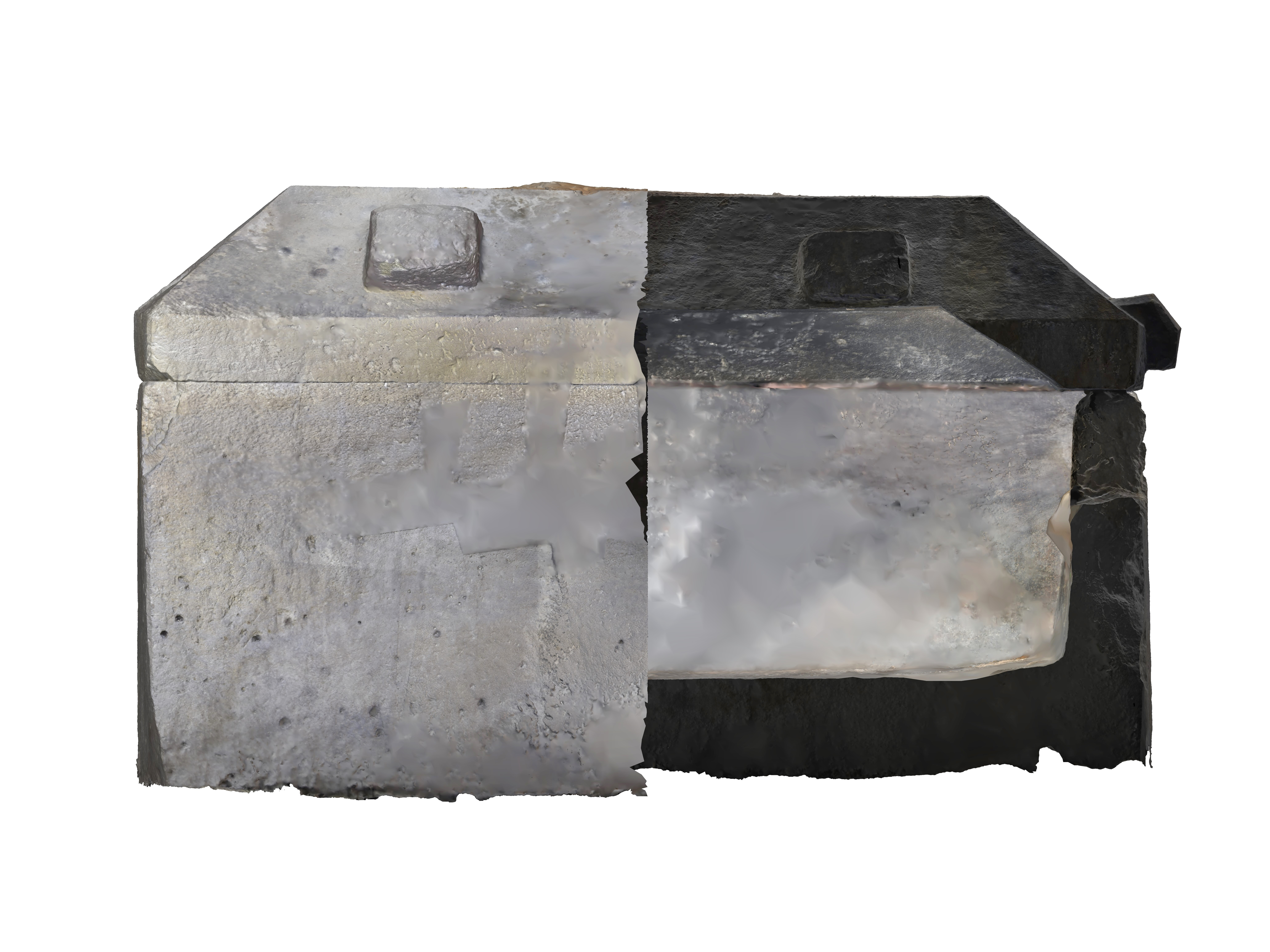
新宮山古墳 奈良県御所市。竜山石製、平坦面指数34、6世紀中葉-後半。
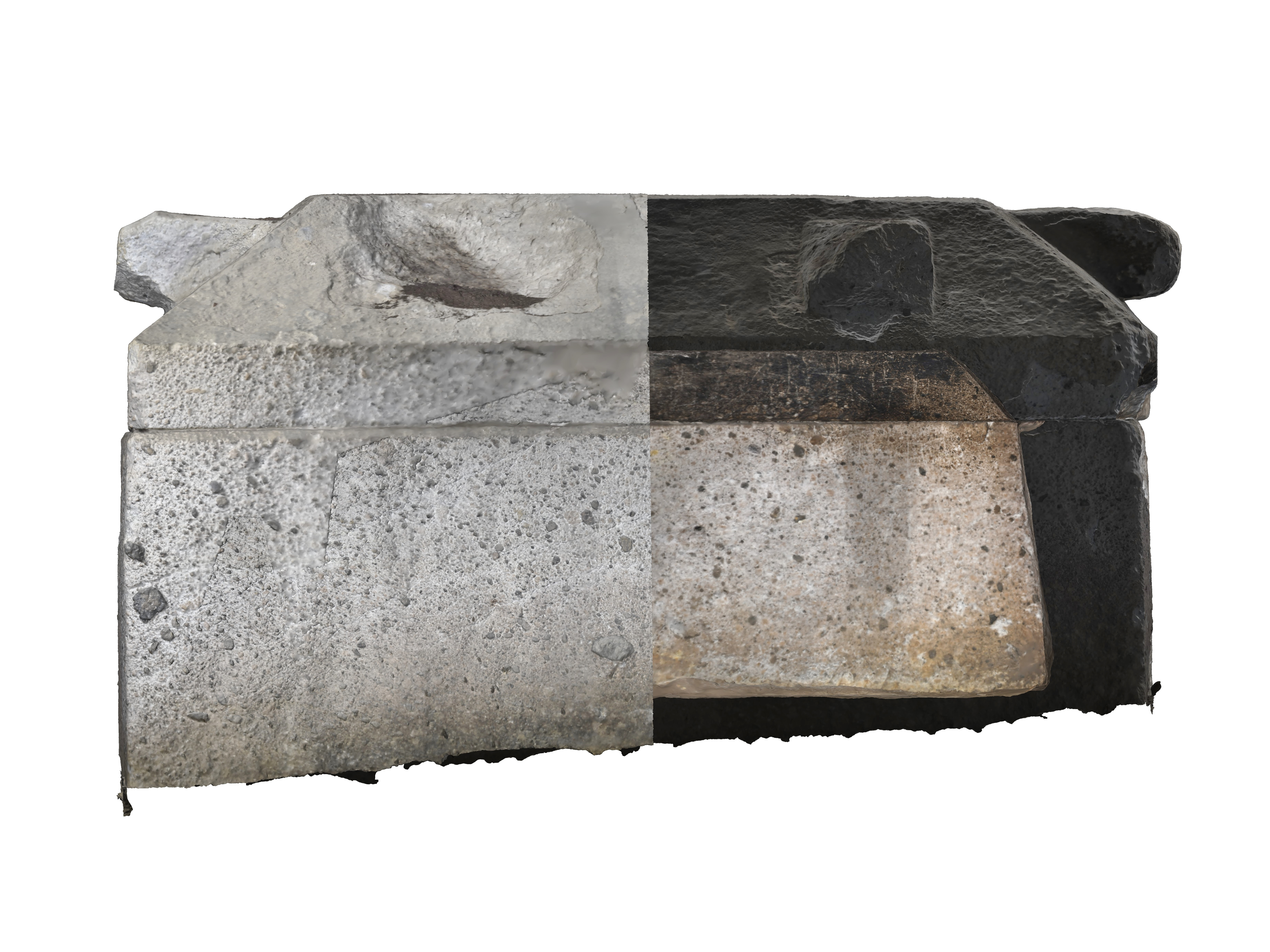
赤坂天王山古墳 奈良県桜井市。二上山凝灰岩製、平坦面指数45、6世紀末。
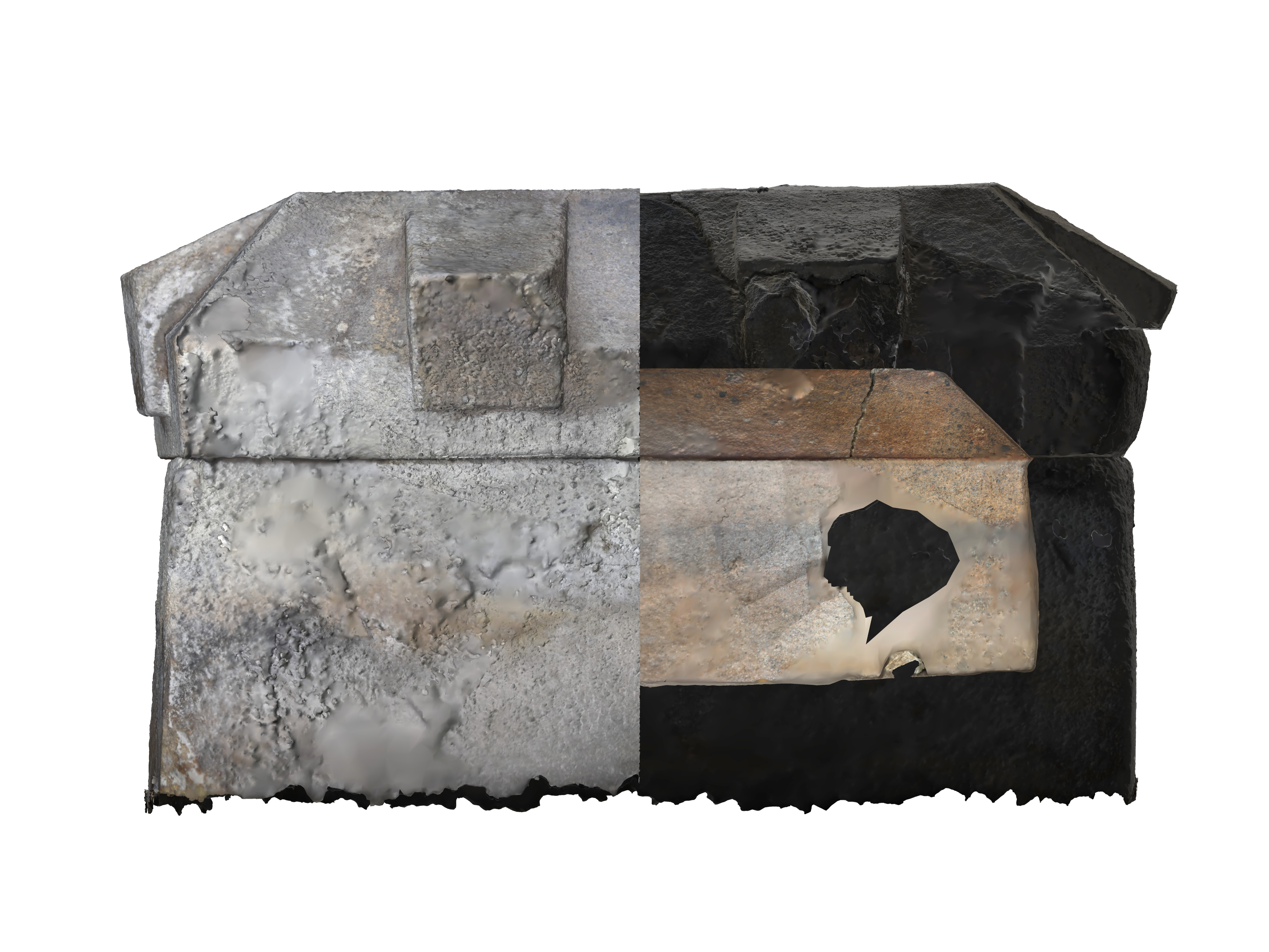
水泥南古墳玄室棺 奈良県御所市。二上山凝灰岩製、平坦面指数45、7世紀初頭。
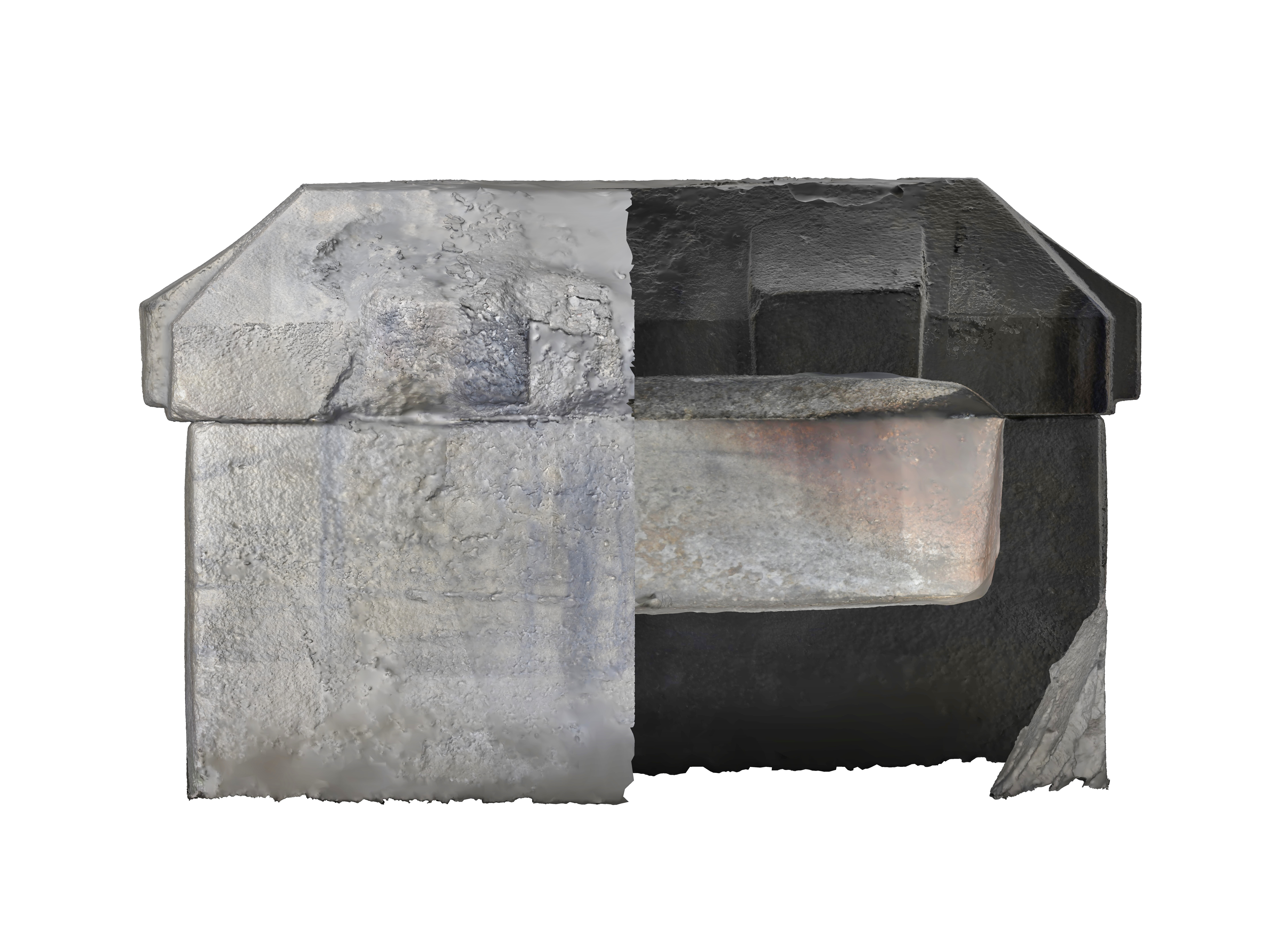
艸墓古墳 奈良県桜井市。二上山凝灰岩製、平坦面指数52、7世紀中葉。

### 立断面図

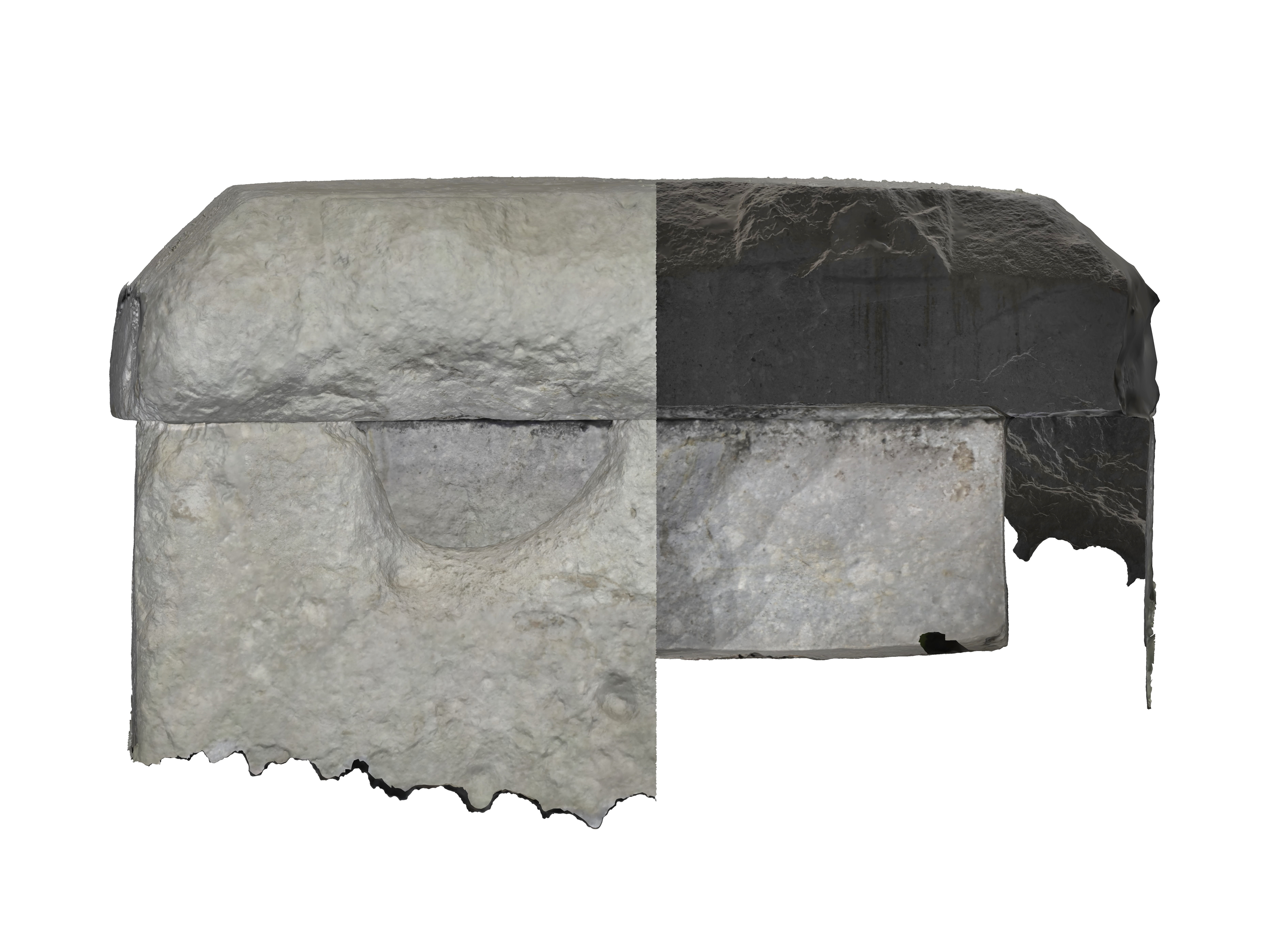
群馬県前橋市 総社愛宕山古墳
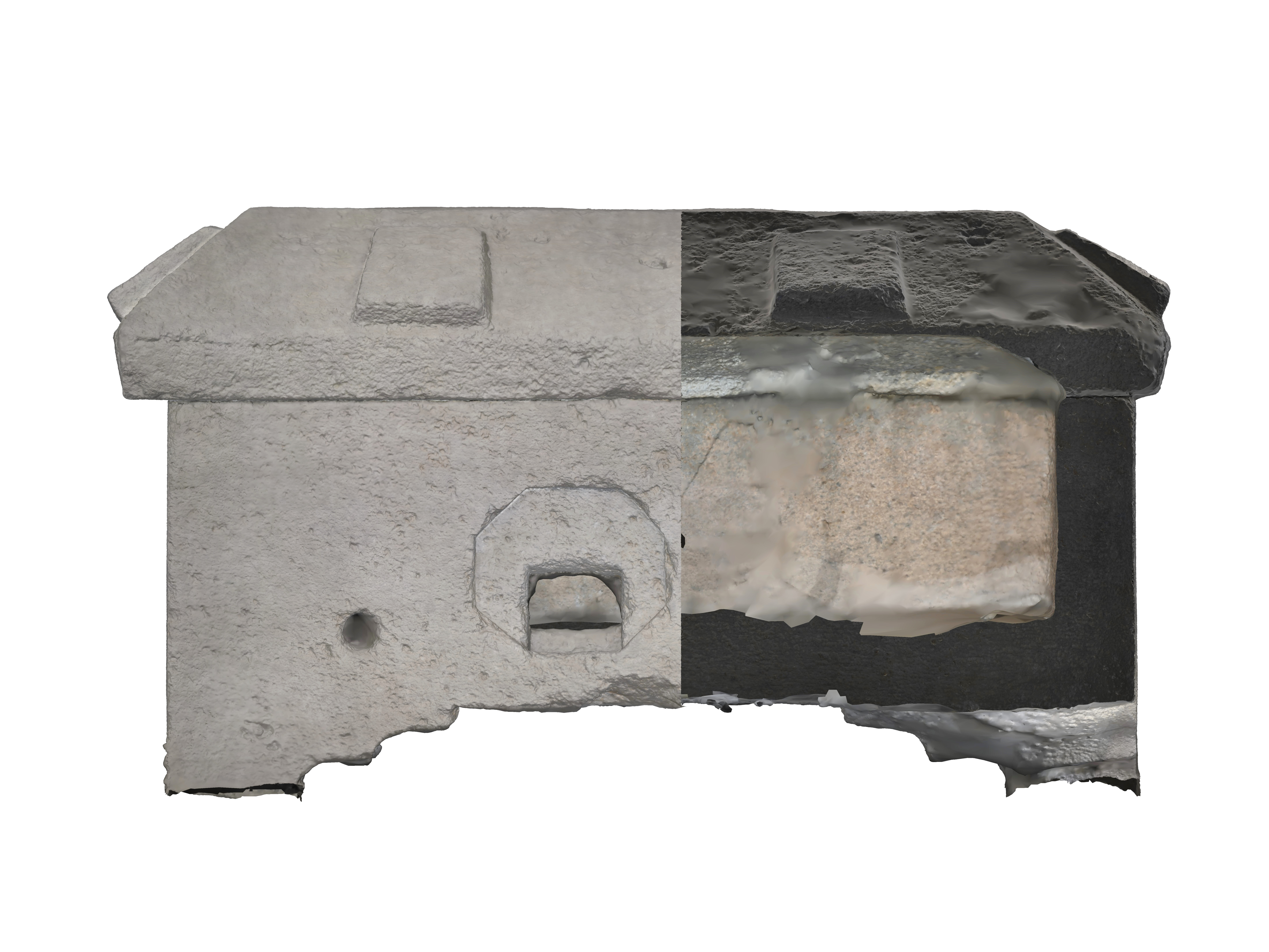
群馬県前橋市 宝塔山古墳
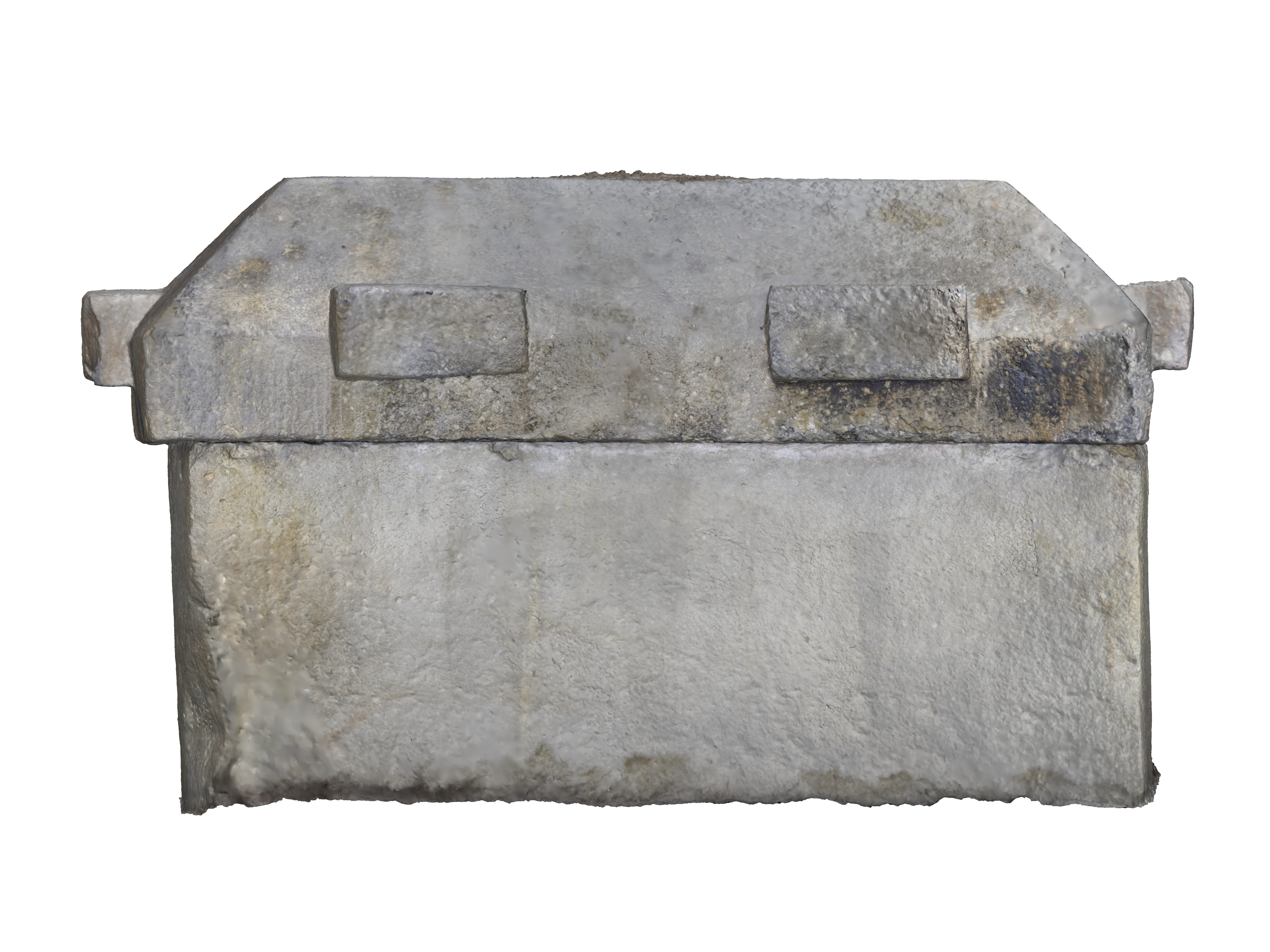
兵庫県宝塚市 白鳥塚古墳（中山寺古墳、立面図）
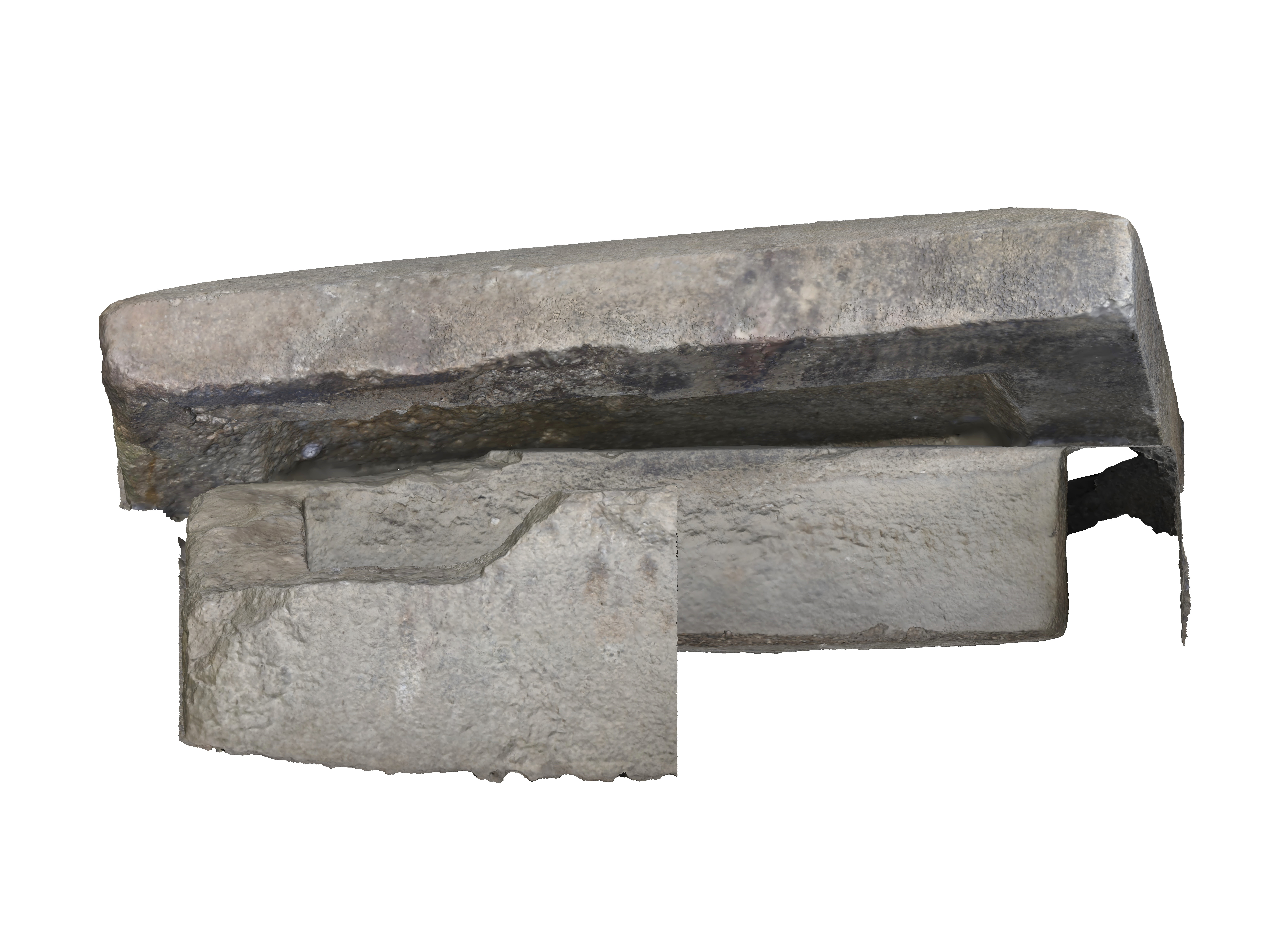
奈良県橿原市 小谷古墳
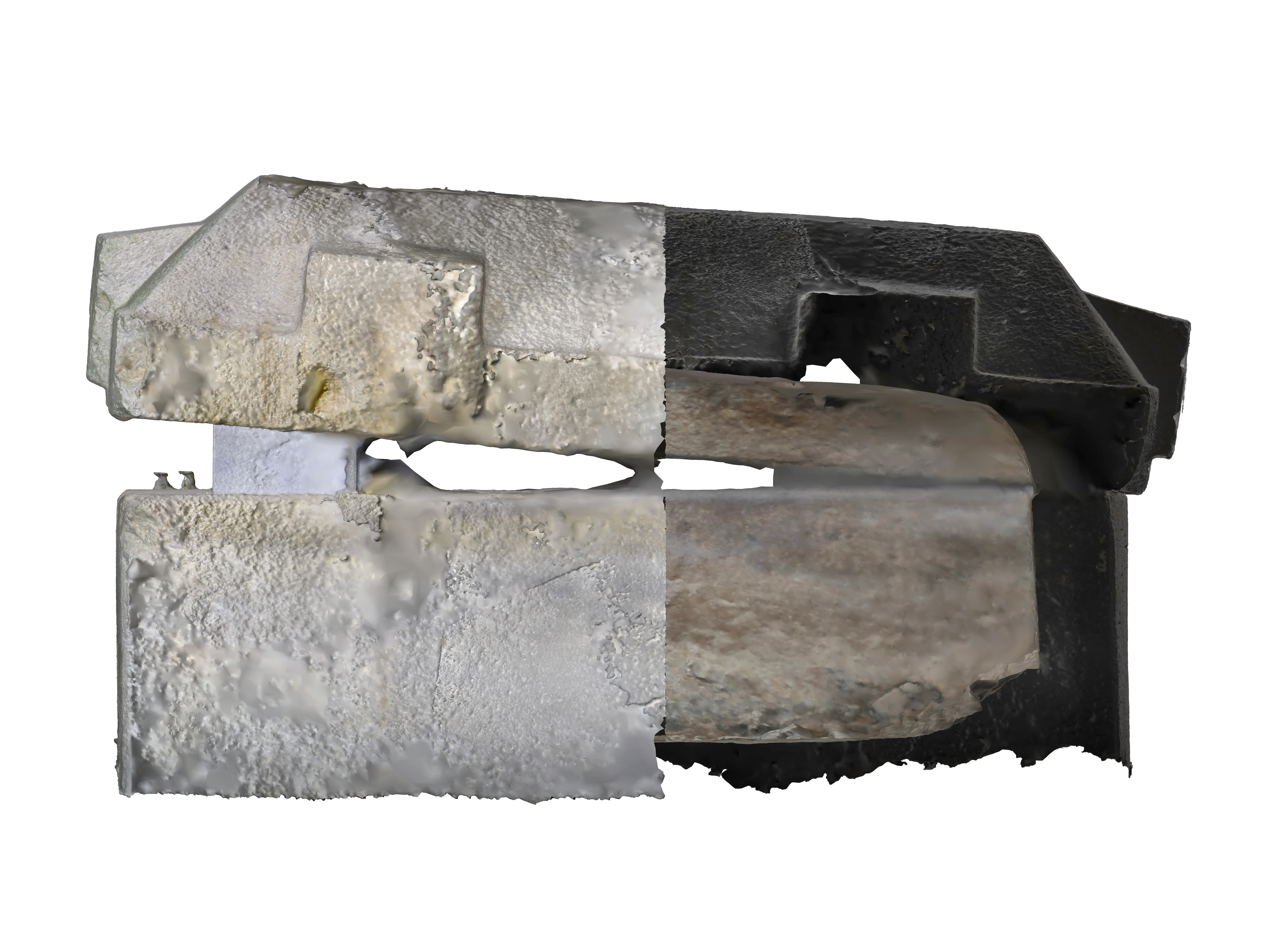
奈良県御所市 水泥南古墳羨道棺
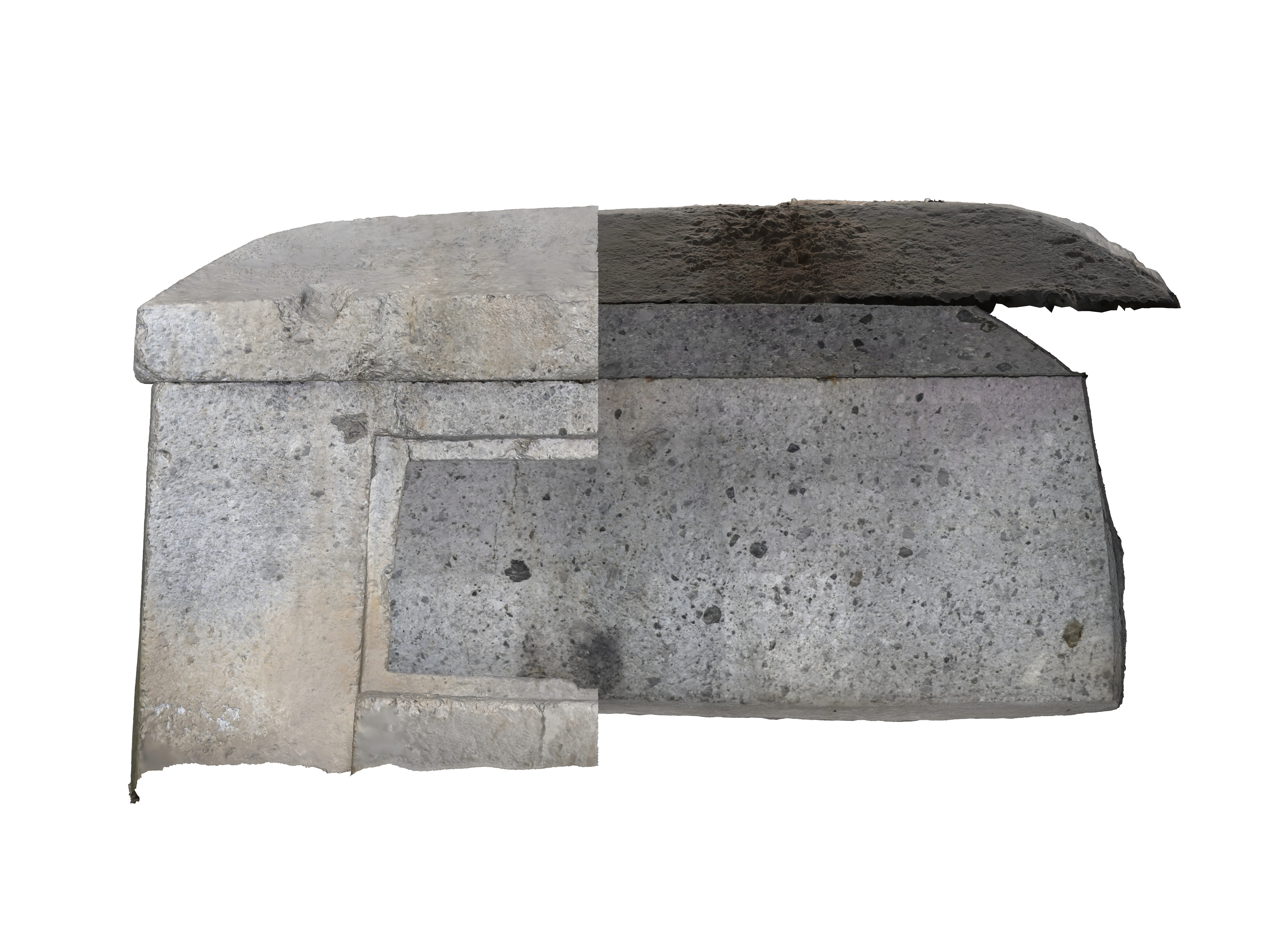
島根県出雲市 今市大念寺古墳 国内最大規模。
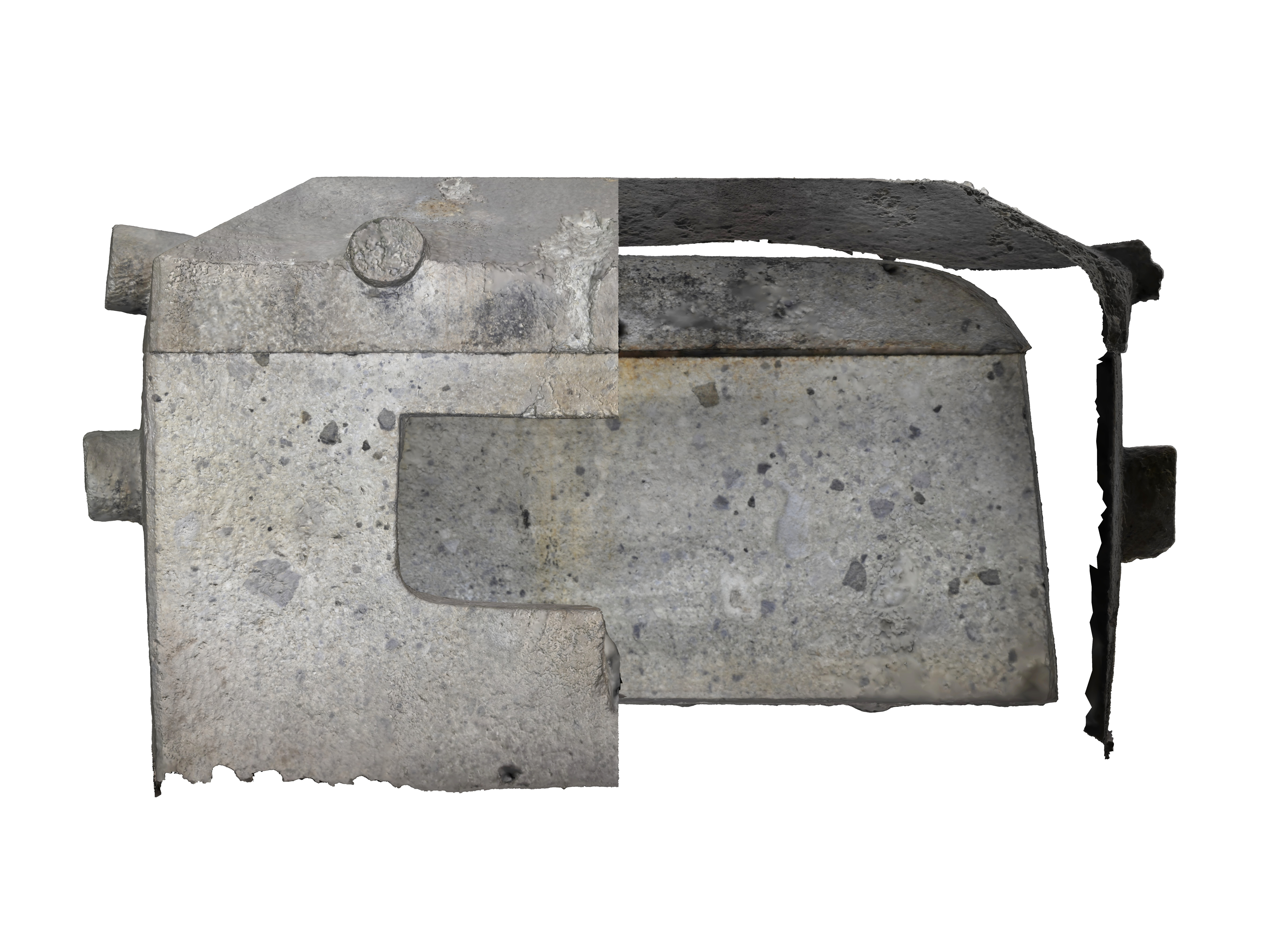
島根県出雲市 上塩冶築山古墳大棺
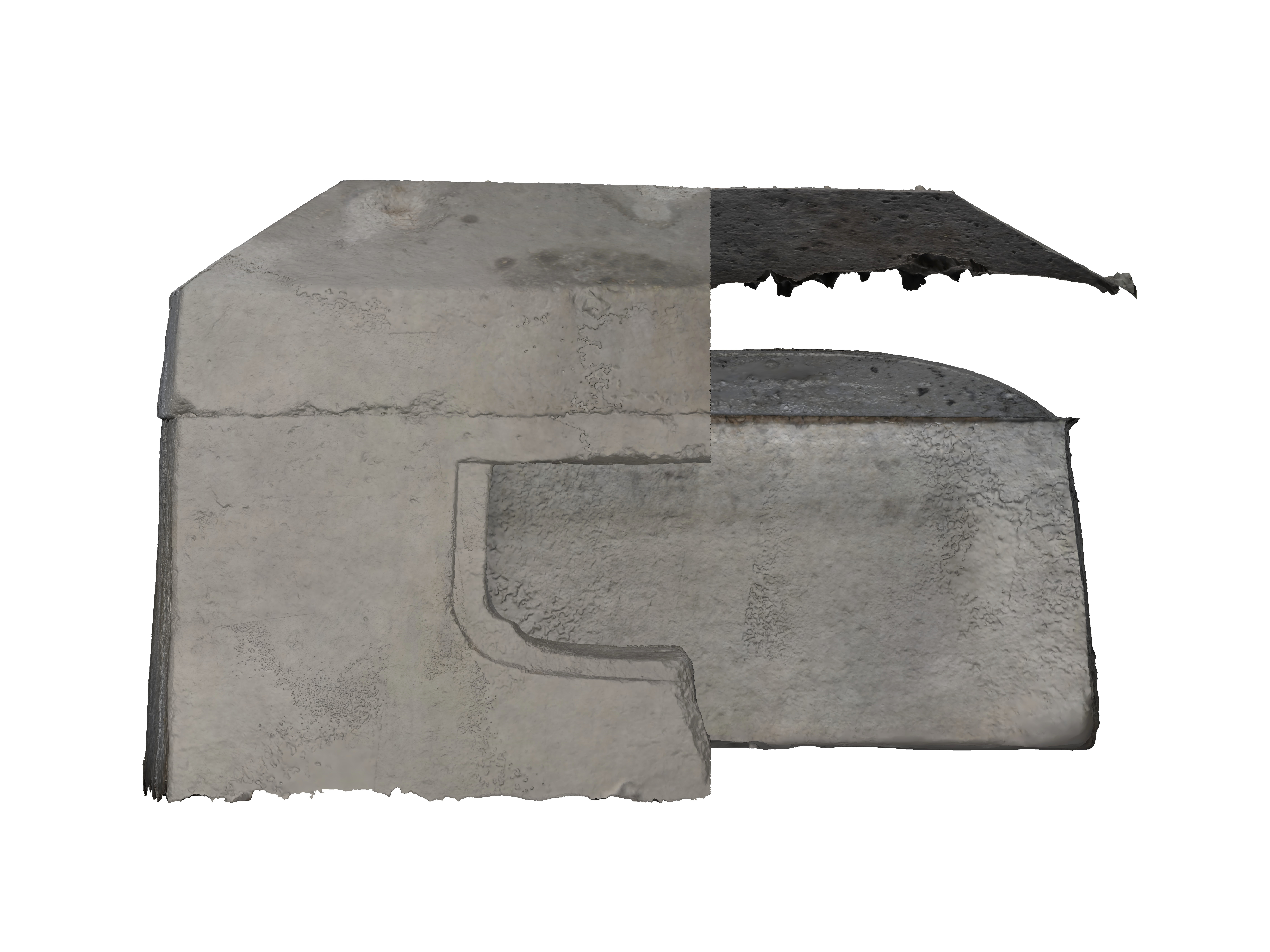
島根県出雲市 上塩冶築山古墳小棺
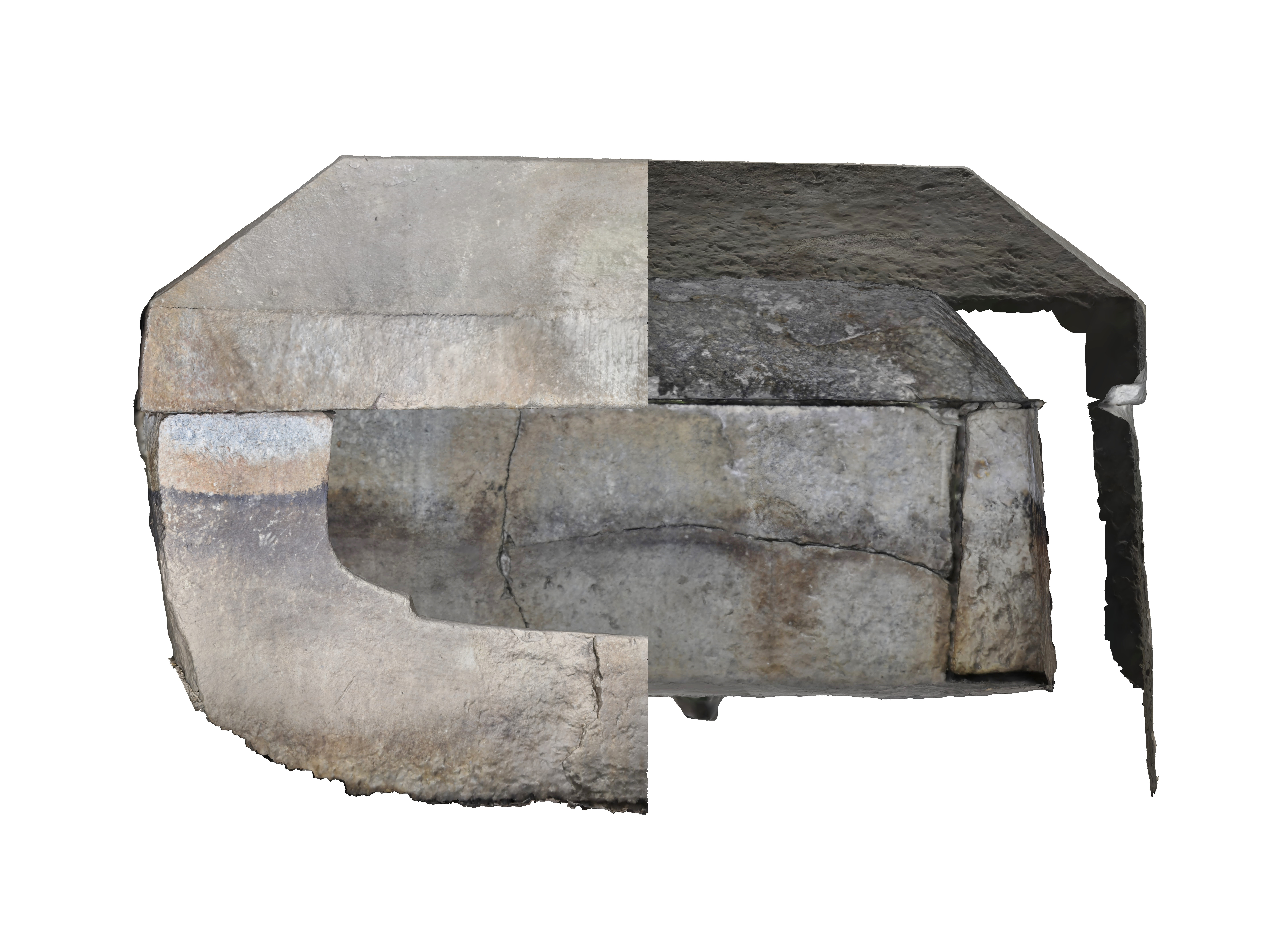
島根県出雲市 宝塚古墳
島根県出雲市 上塩冶地蔵山古墳
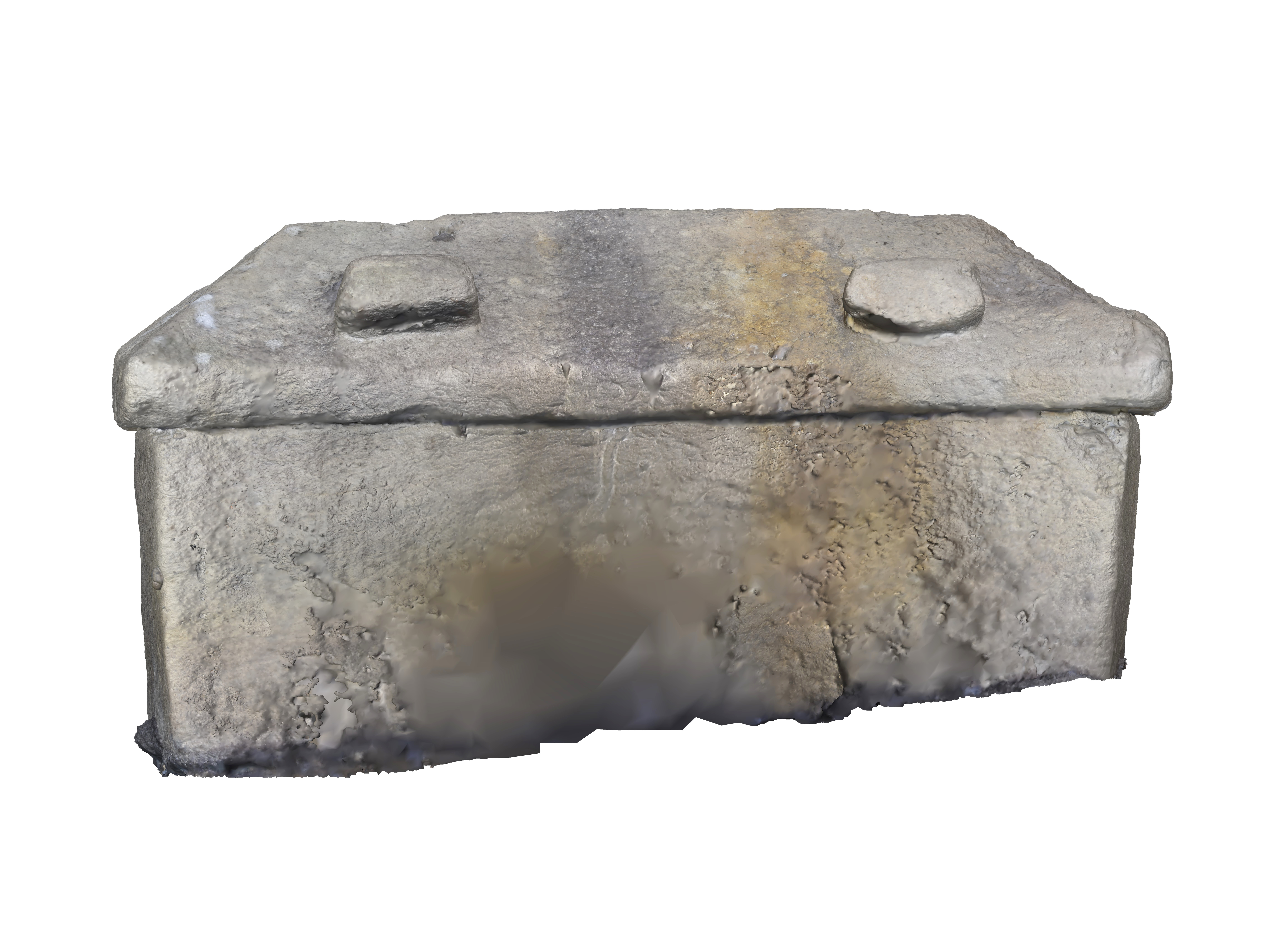
岡山県総社市 金子石塔塚古墳（立面図）
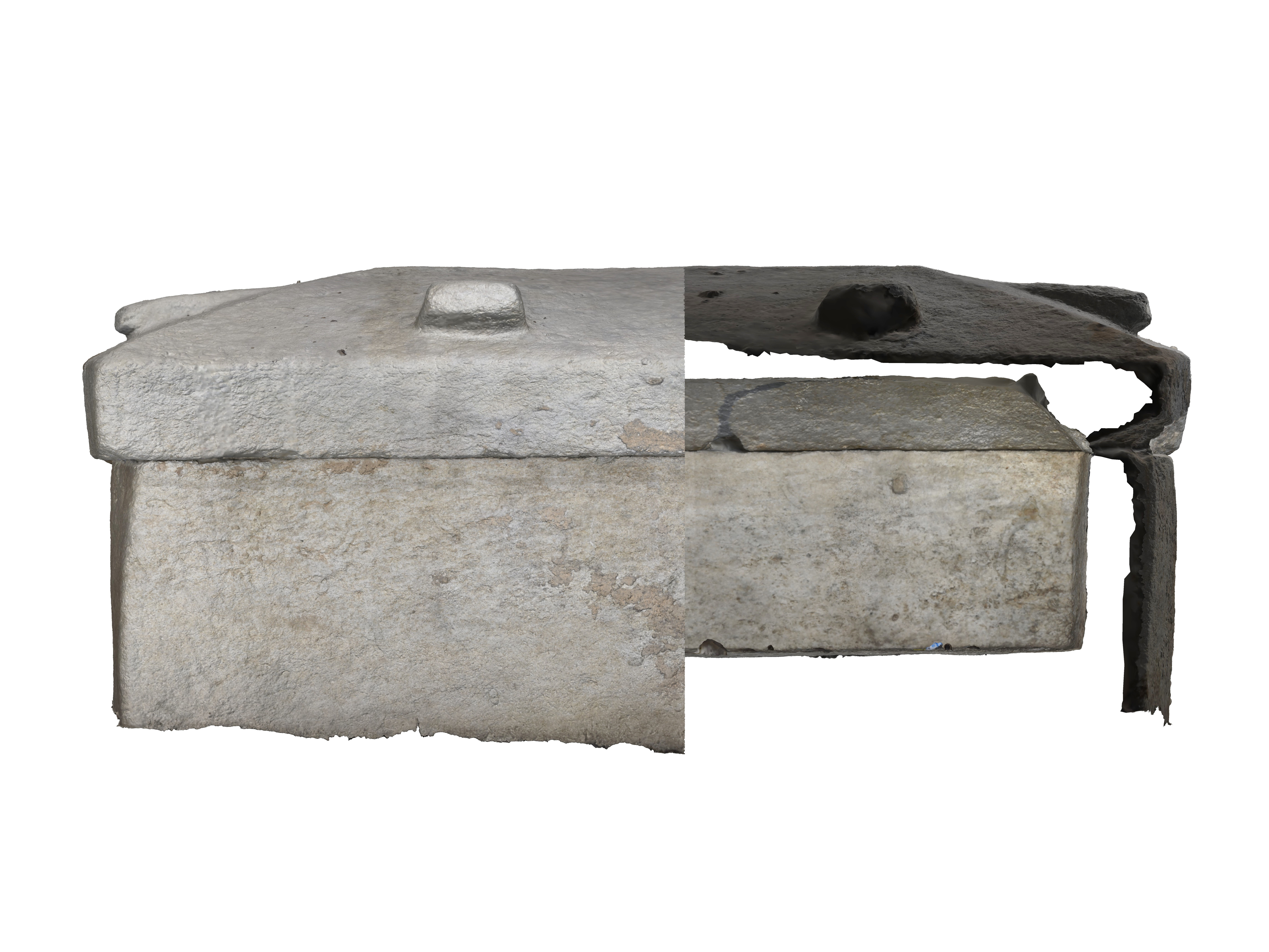
岡山県総社市 江崎古墳
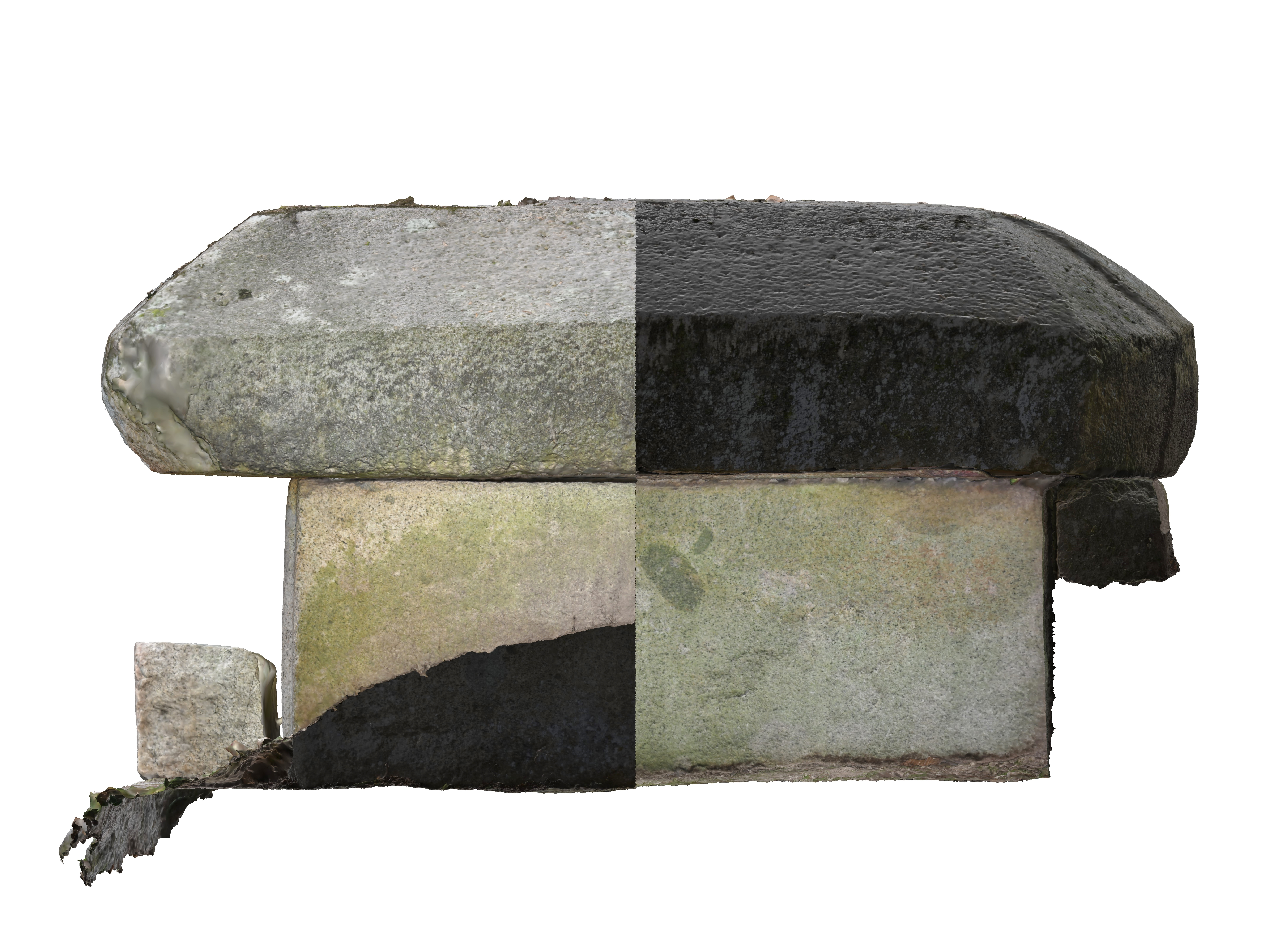
広島県福山市 北塚古墳
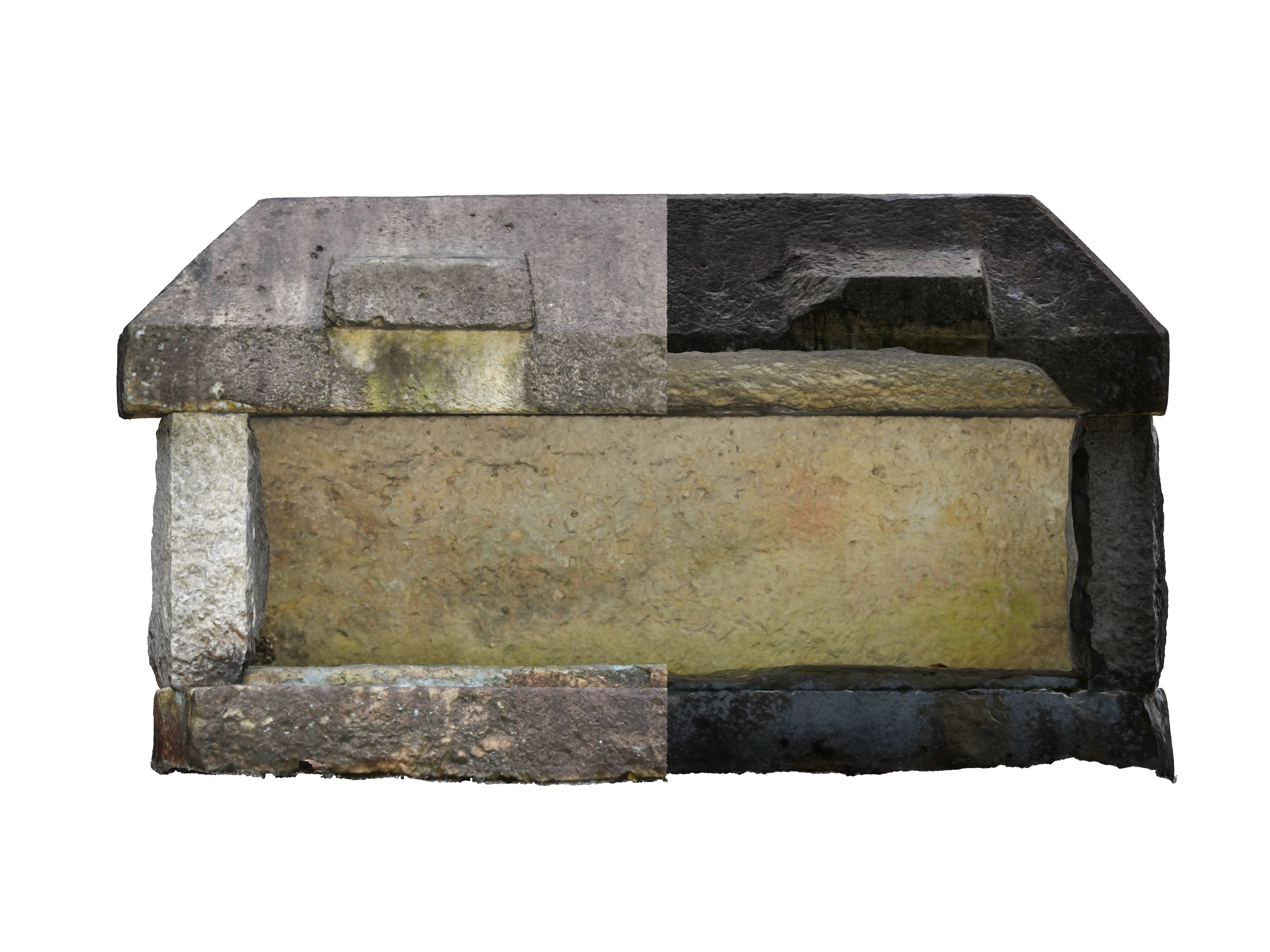
広島県三原市 二本松古墳
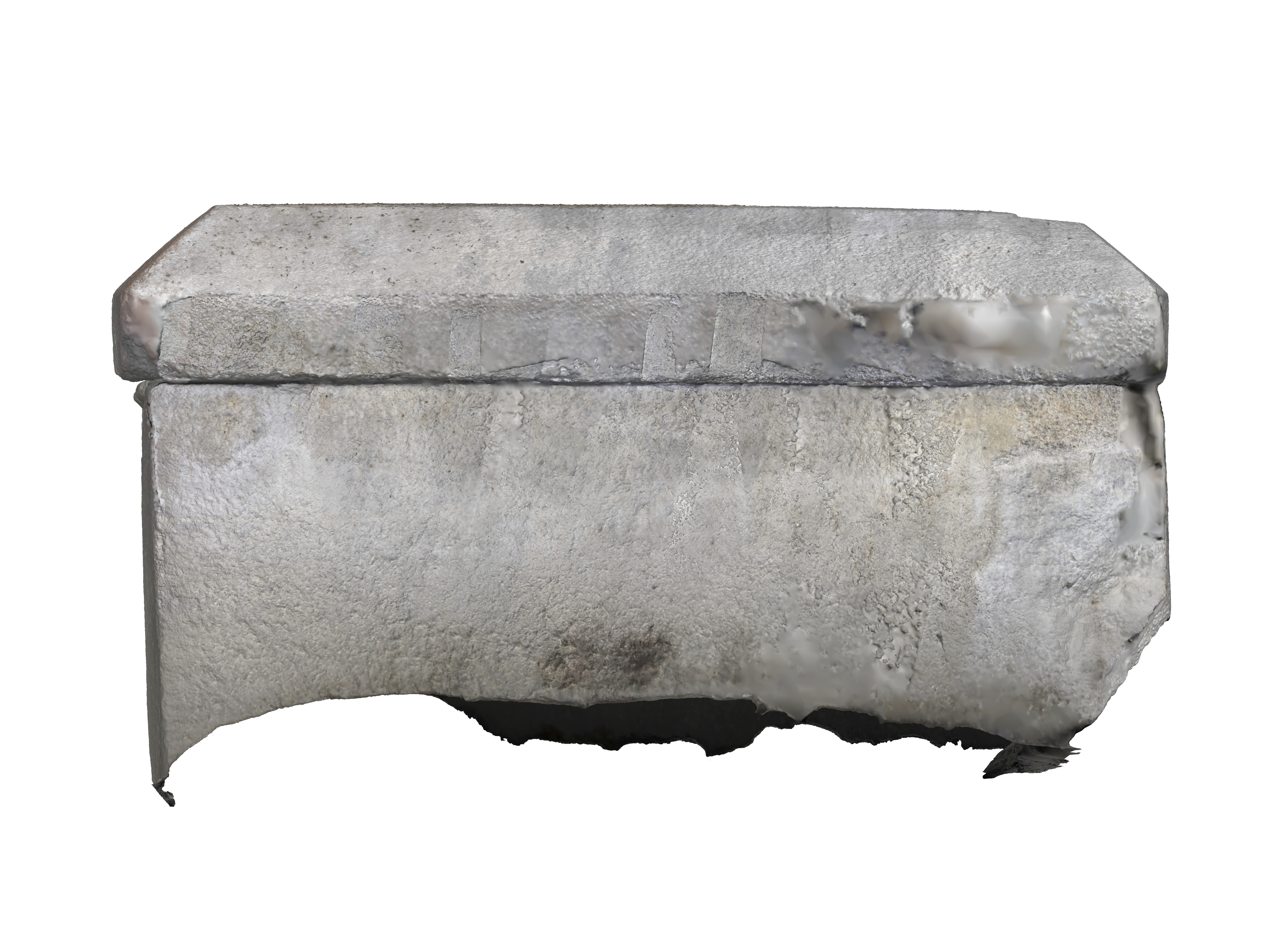
広島県三原市 御年代古墳玄室棺（立面図）
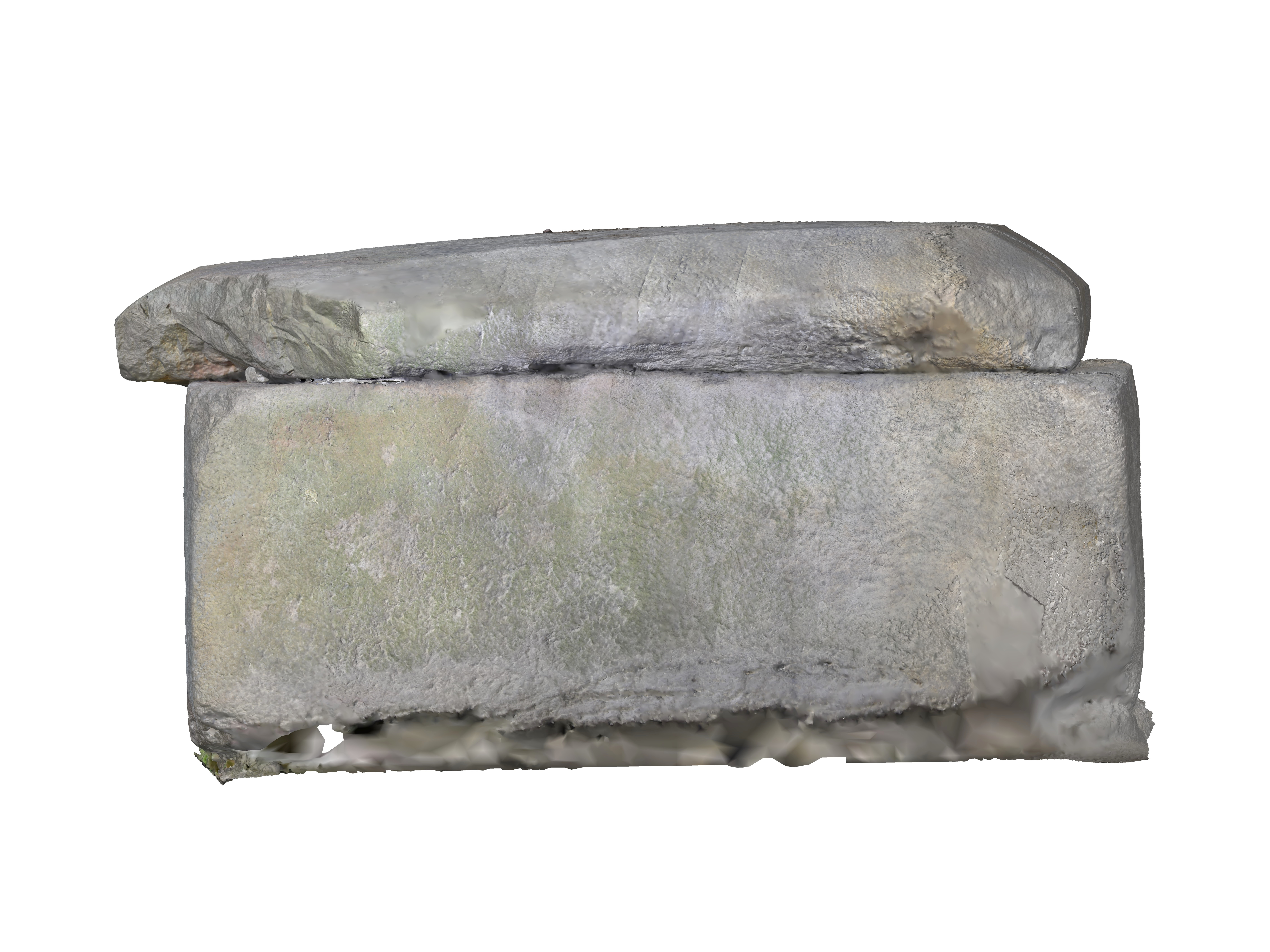
広島県三原市 御年代古墳前室棺（立面図）
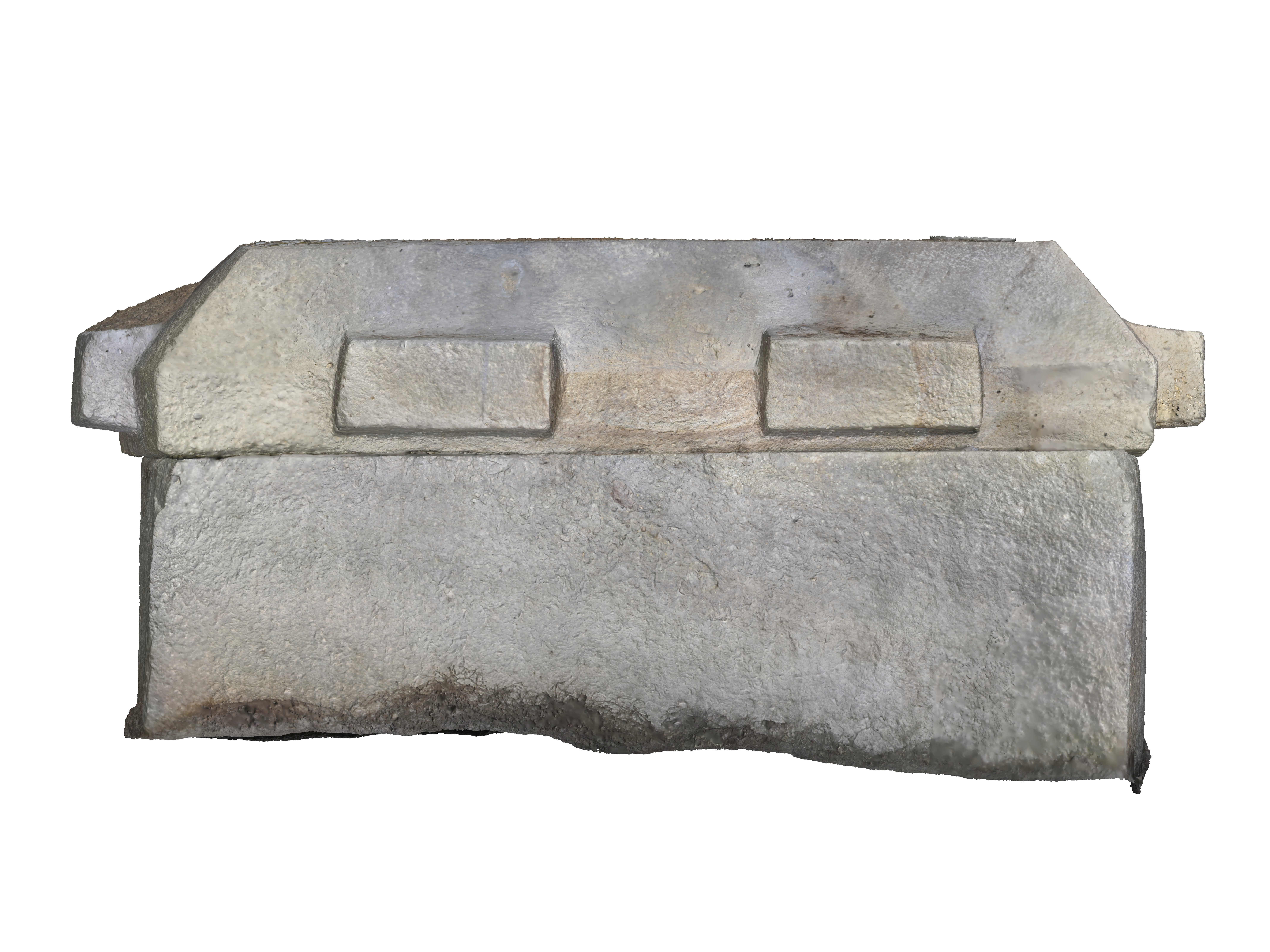
山口県防府市 大日古墳（立面図）

### その他

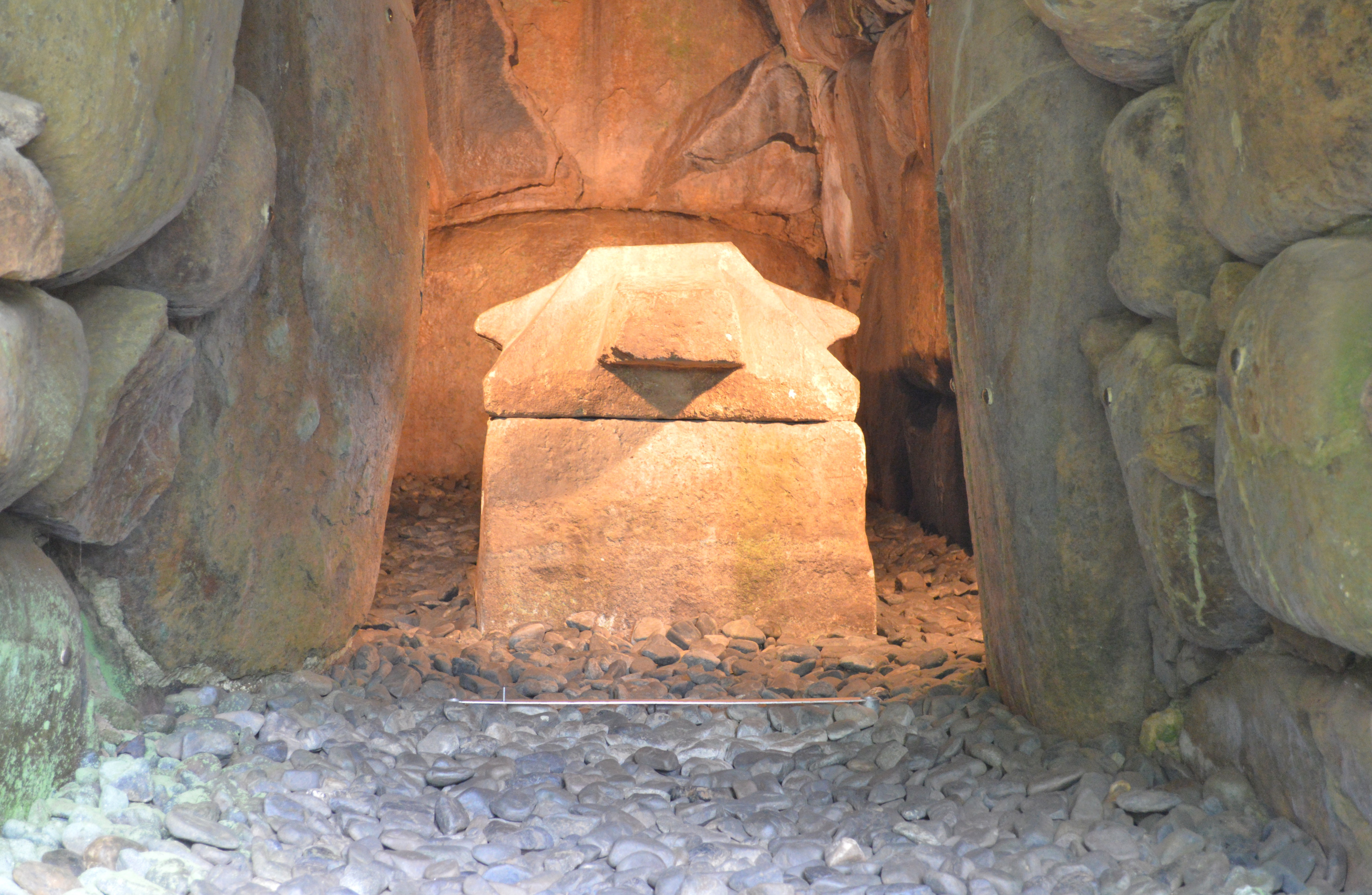
静岡県静岡市 賤機山古墳
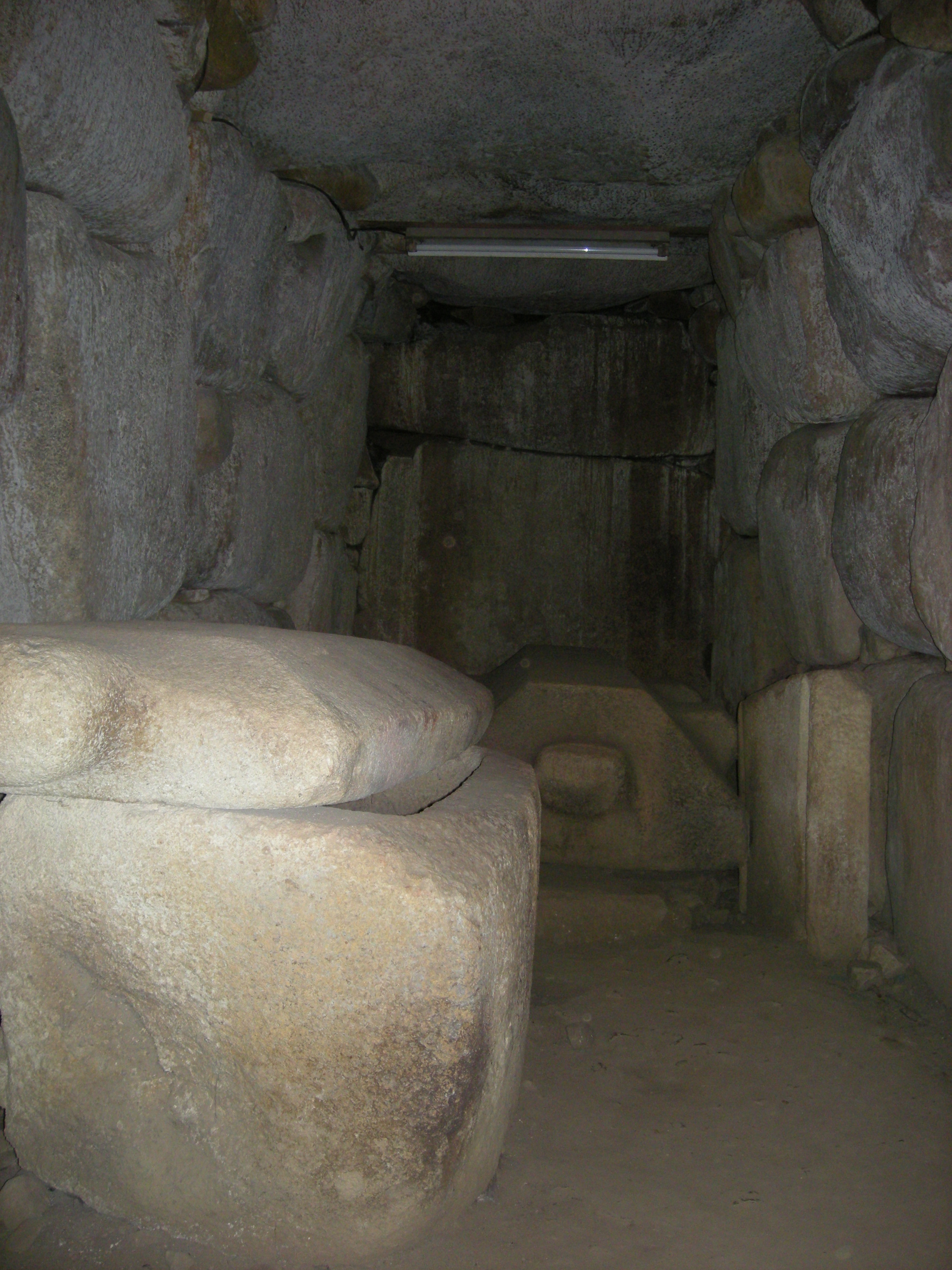
大阪府茨木市 耳原古墳
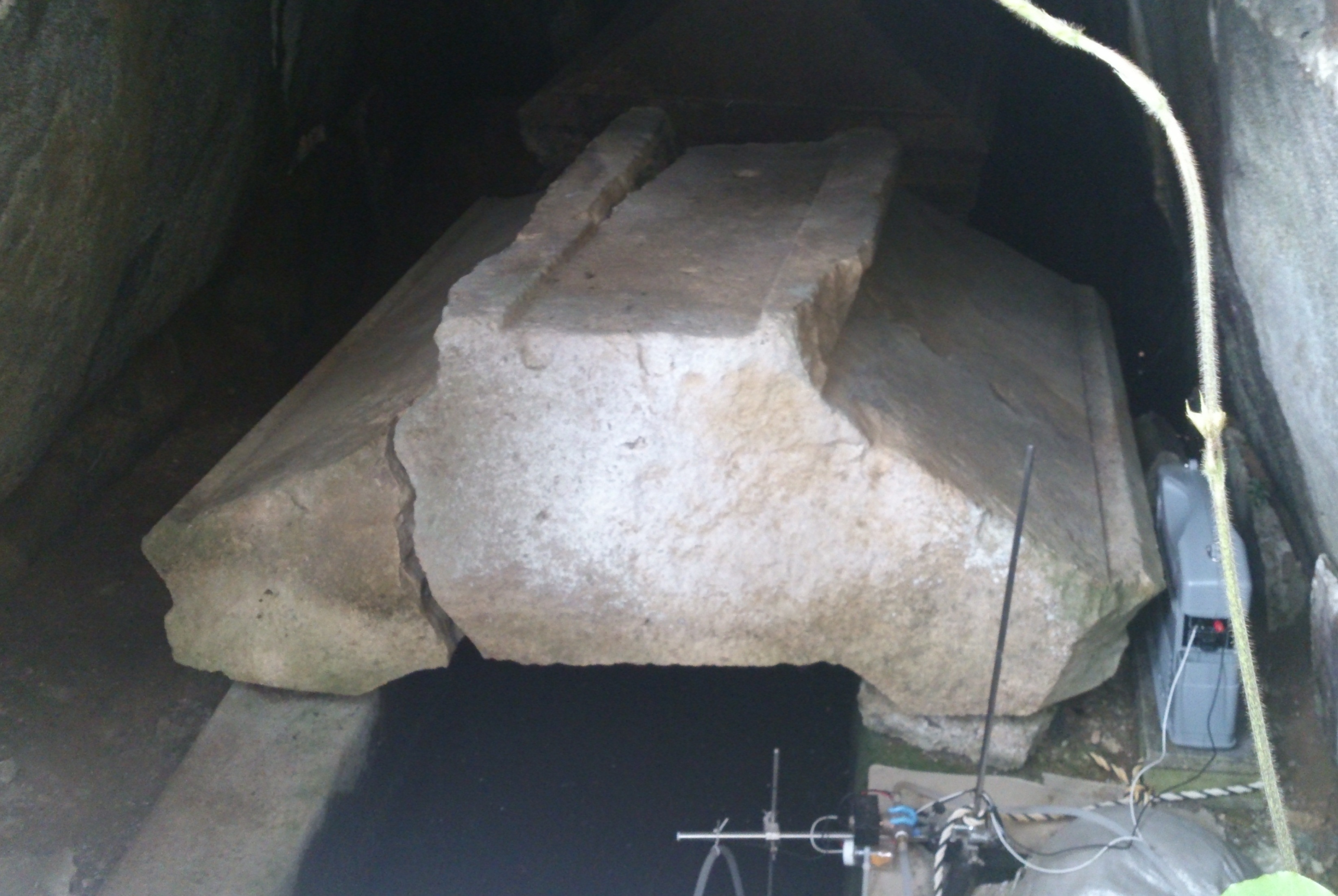
奈良県明日香村 菖蒲池古墳
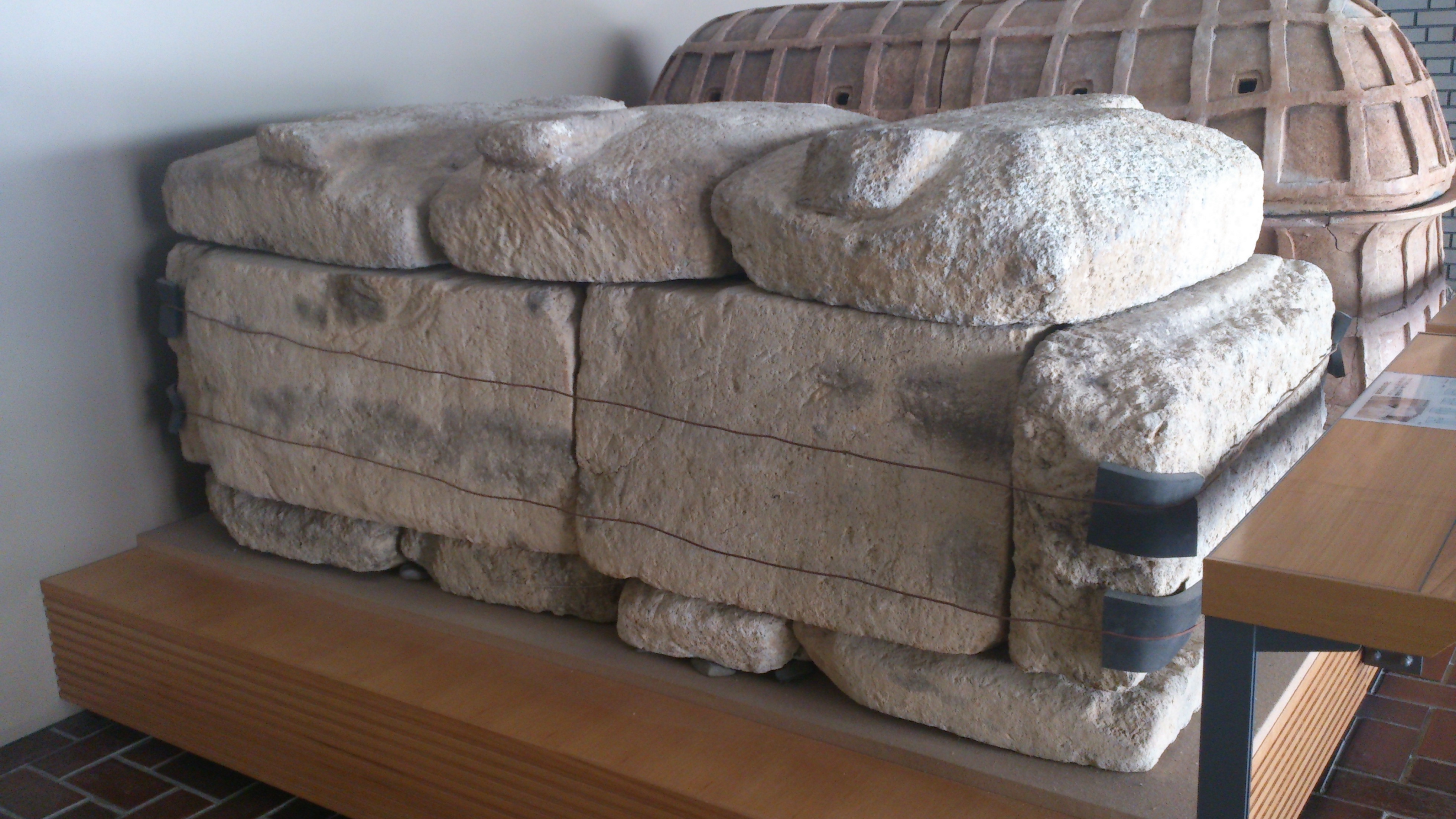
奈良県葛城市 櫟山古墳
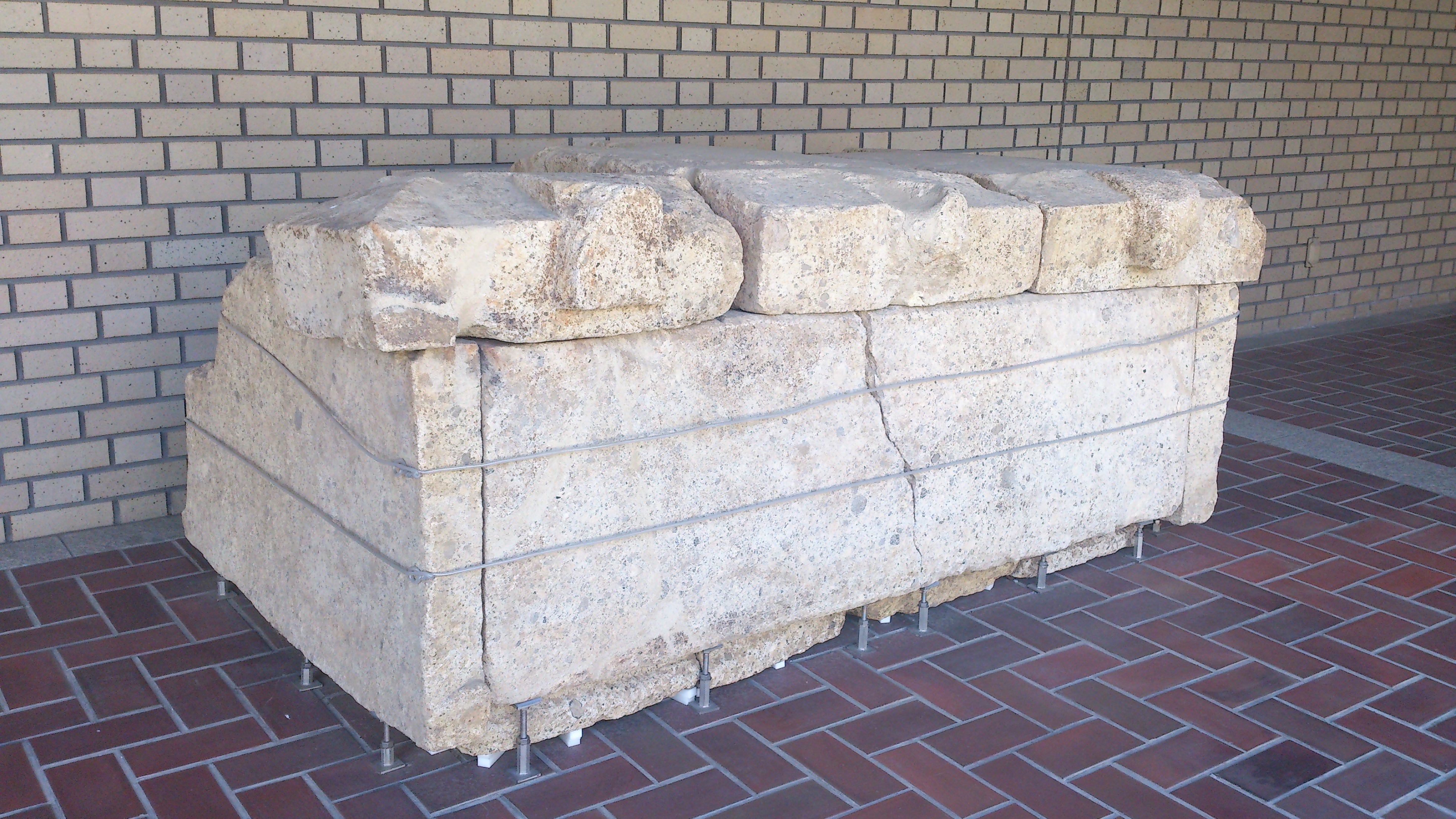
奈良県桜井市 ホケノ山古墳
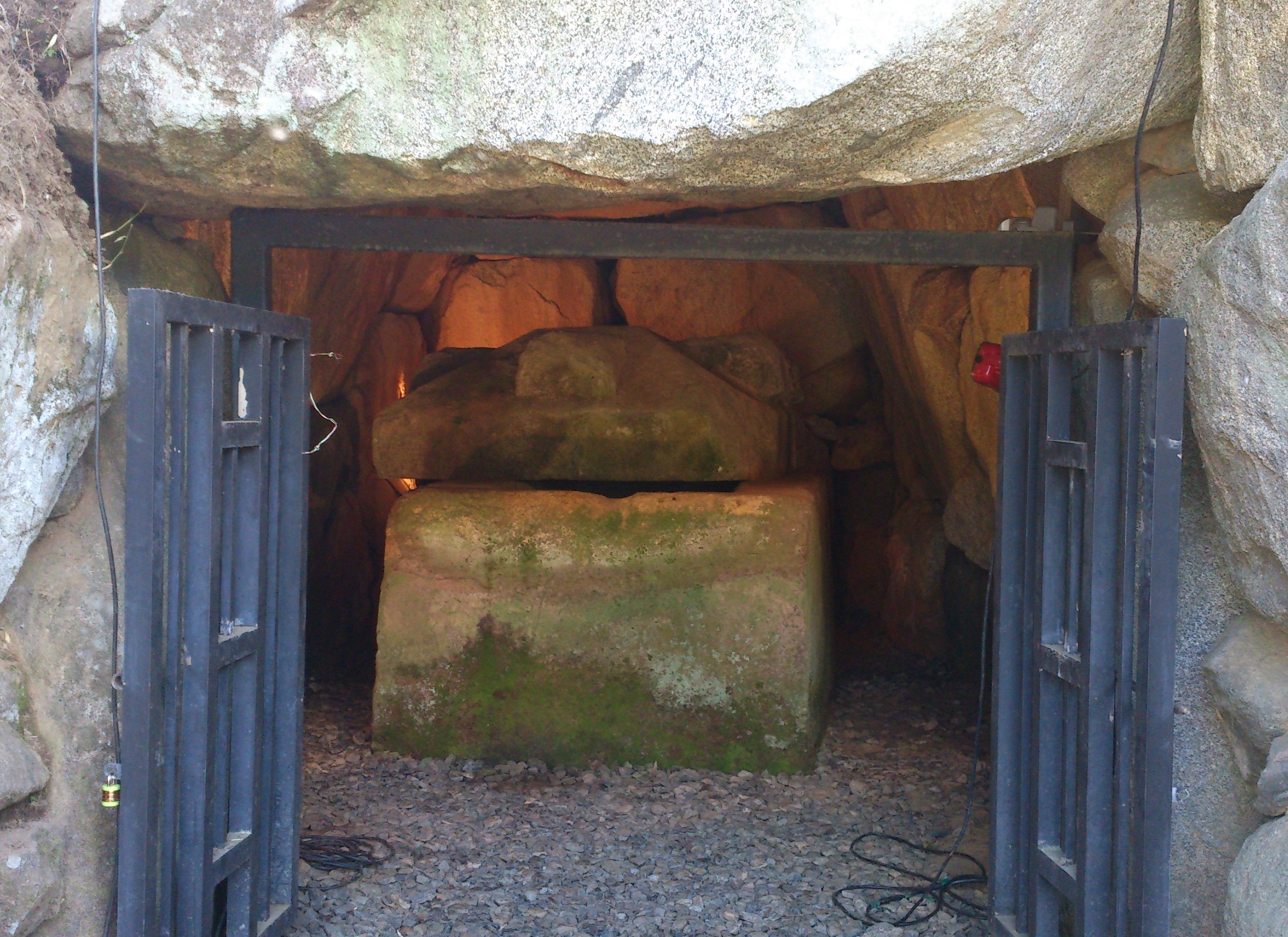
奈良県明日香村 都塚古墳
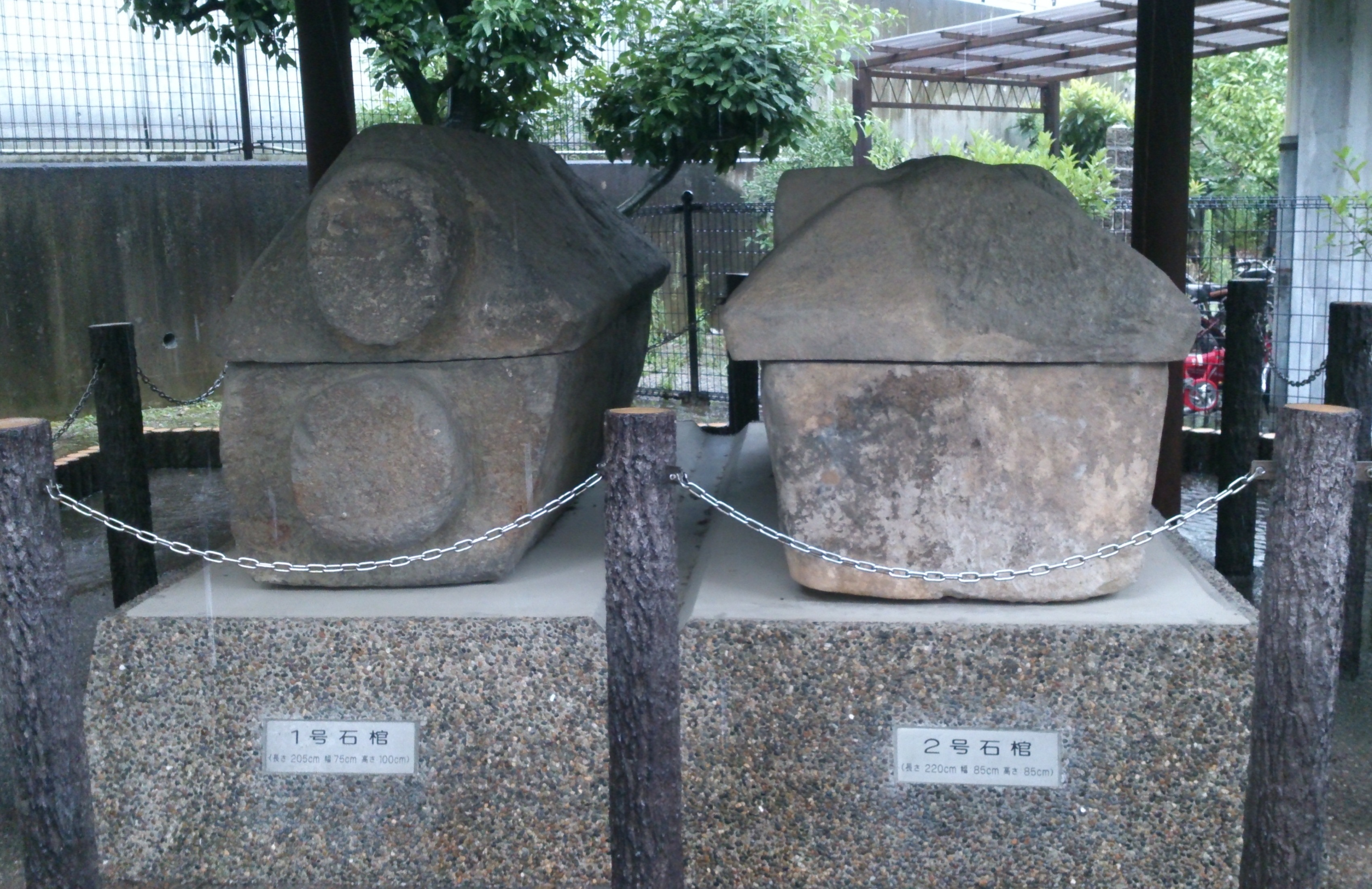
大阪府藤井寺市 長持山古墳
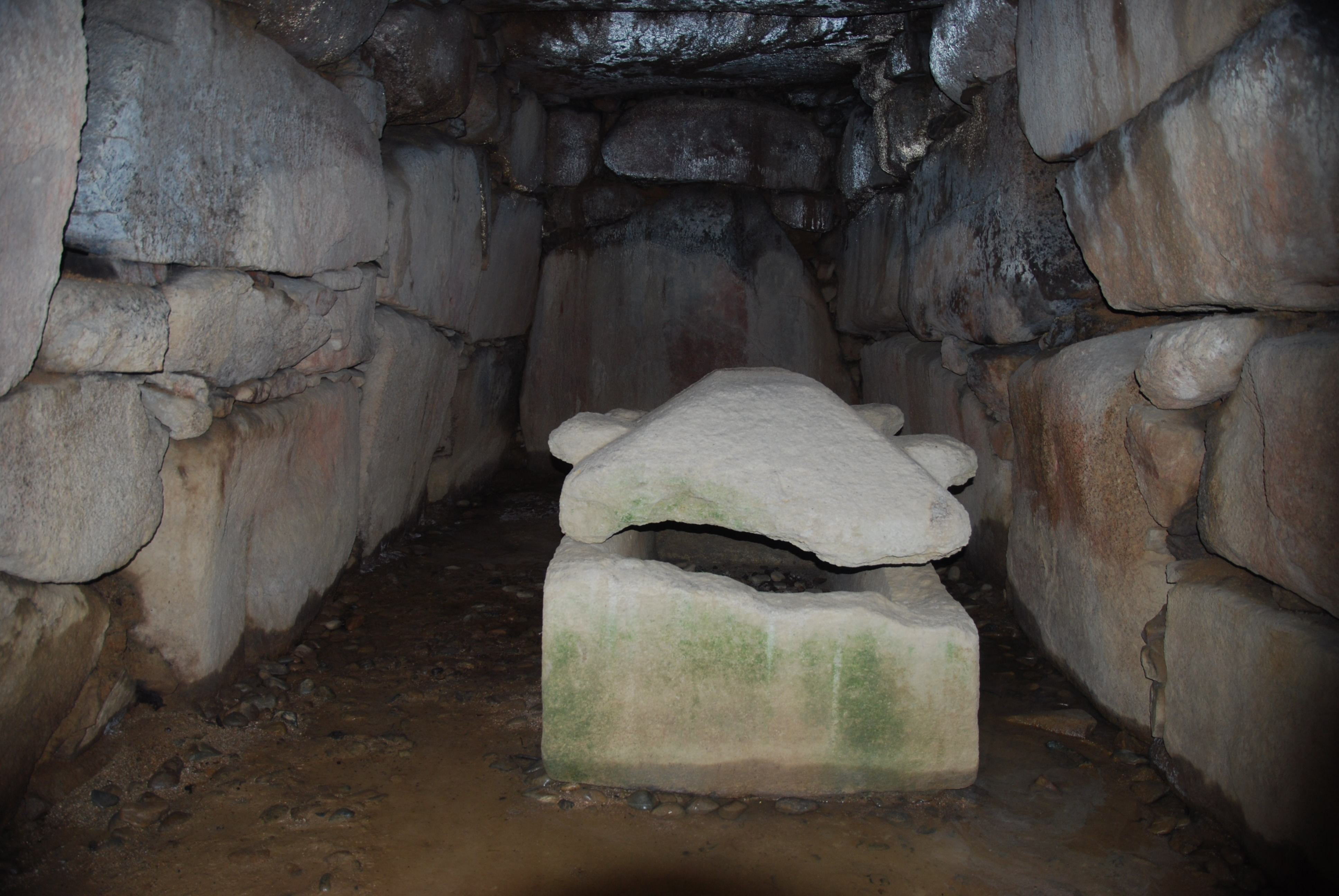
岡山県岡山市 こうもり塚古墳
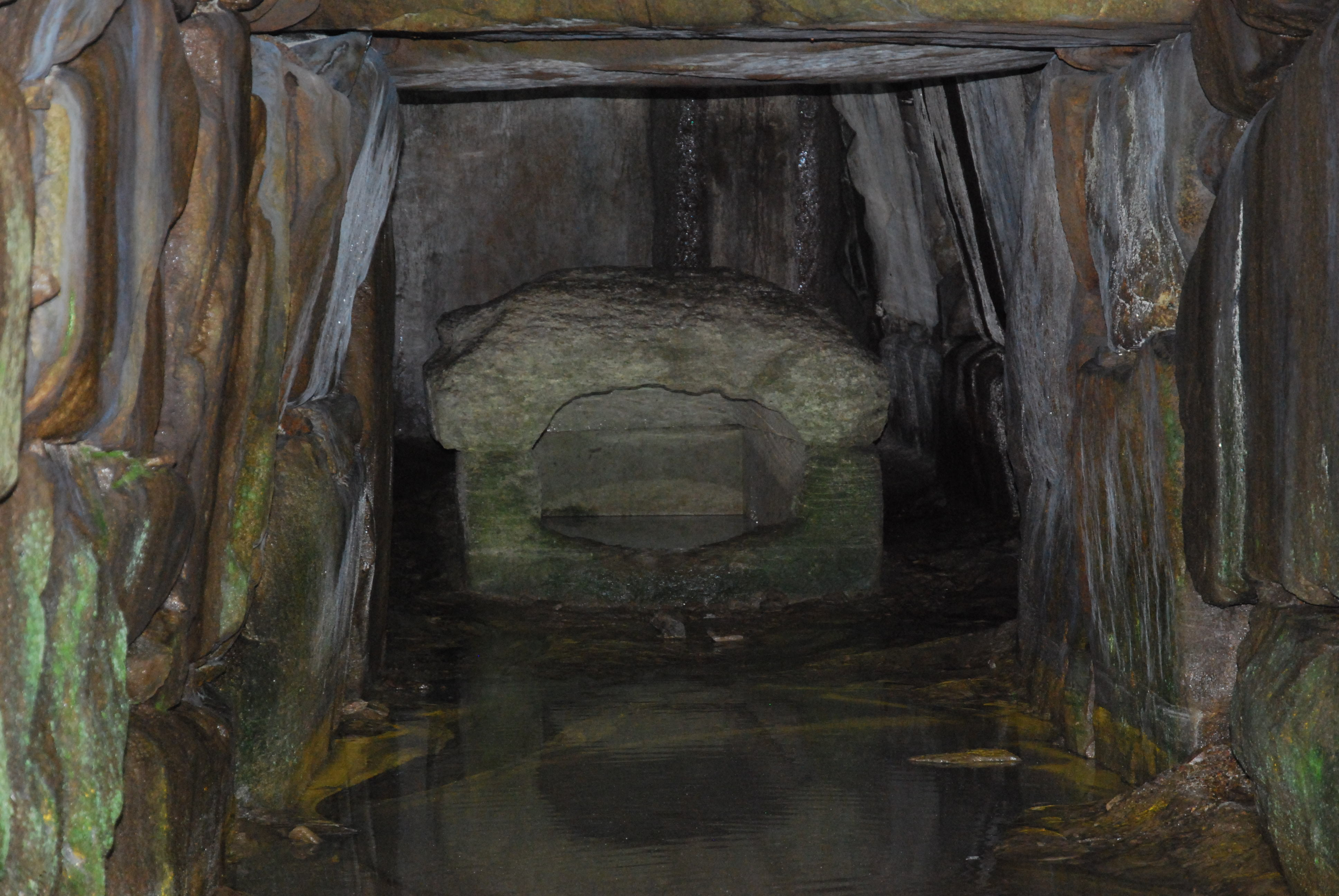
岡山県岡山市 牟佐大塚古墳
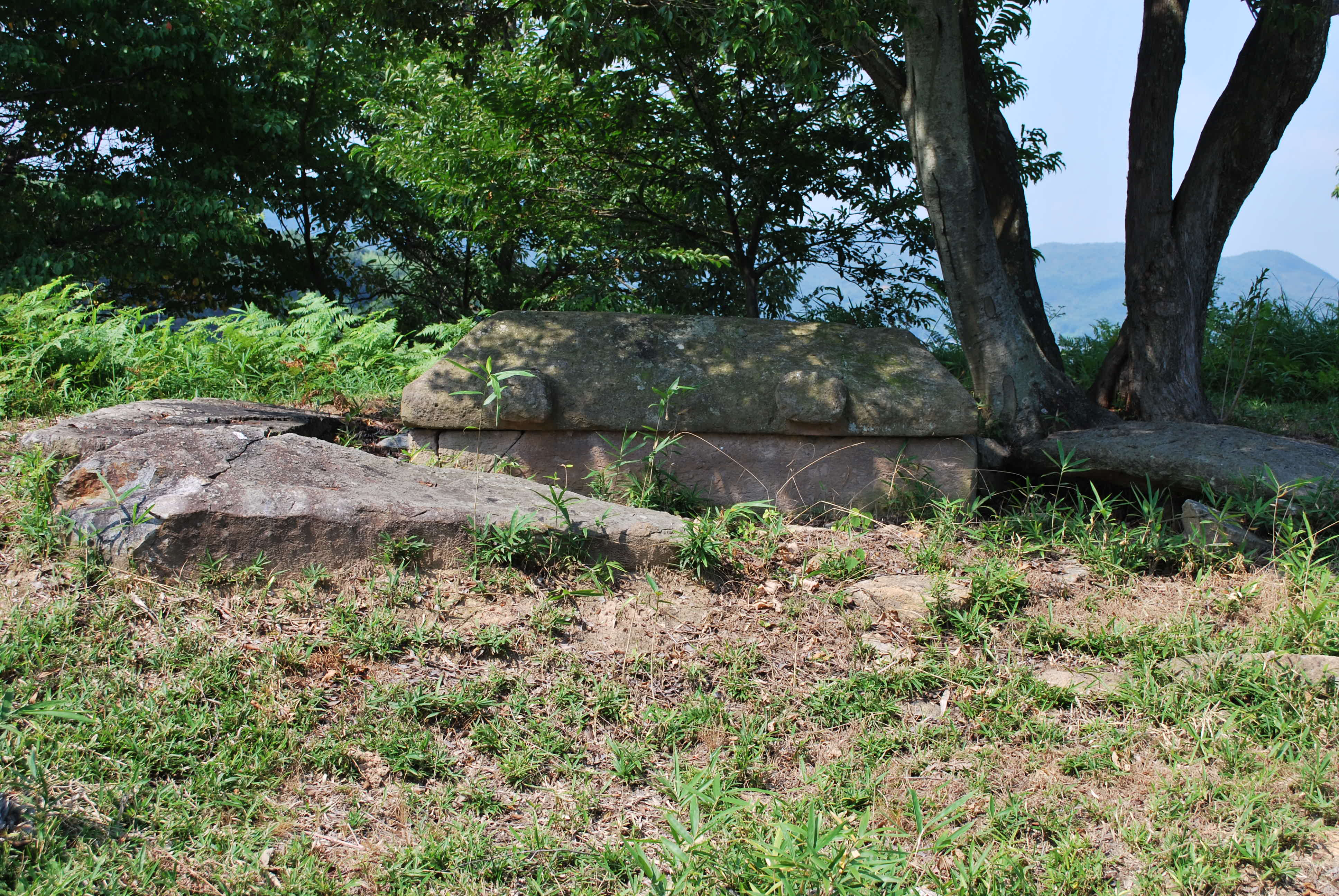
大分県大分市 築山古墳
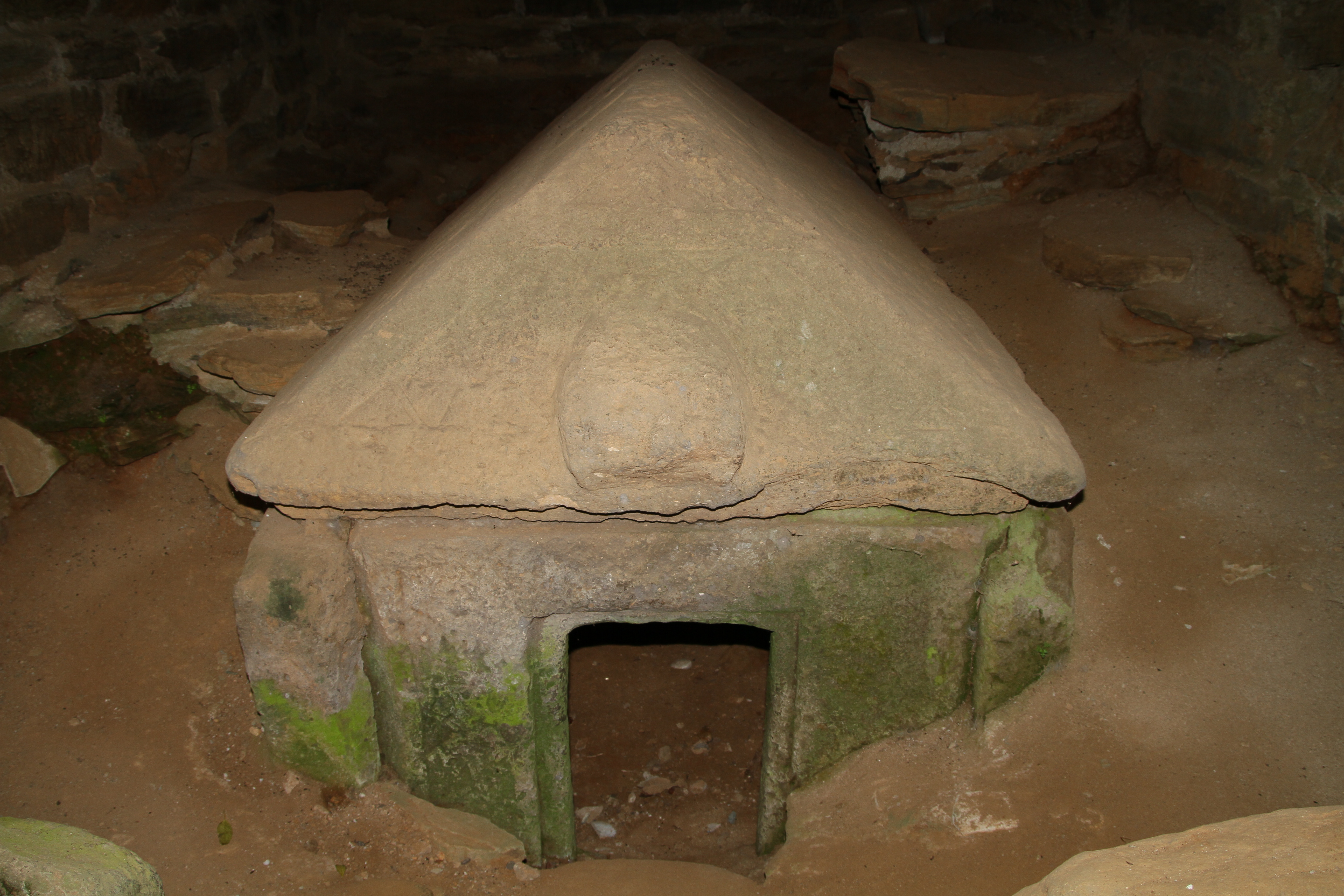
福岡県広川町 石人山古墳